# リアエンジン・後輪駆動

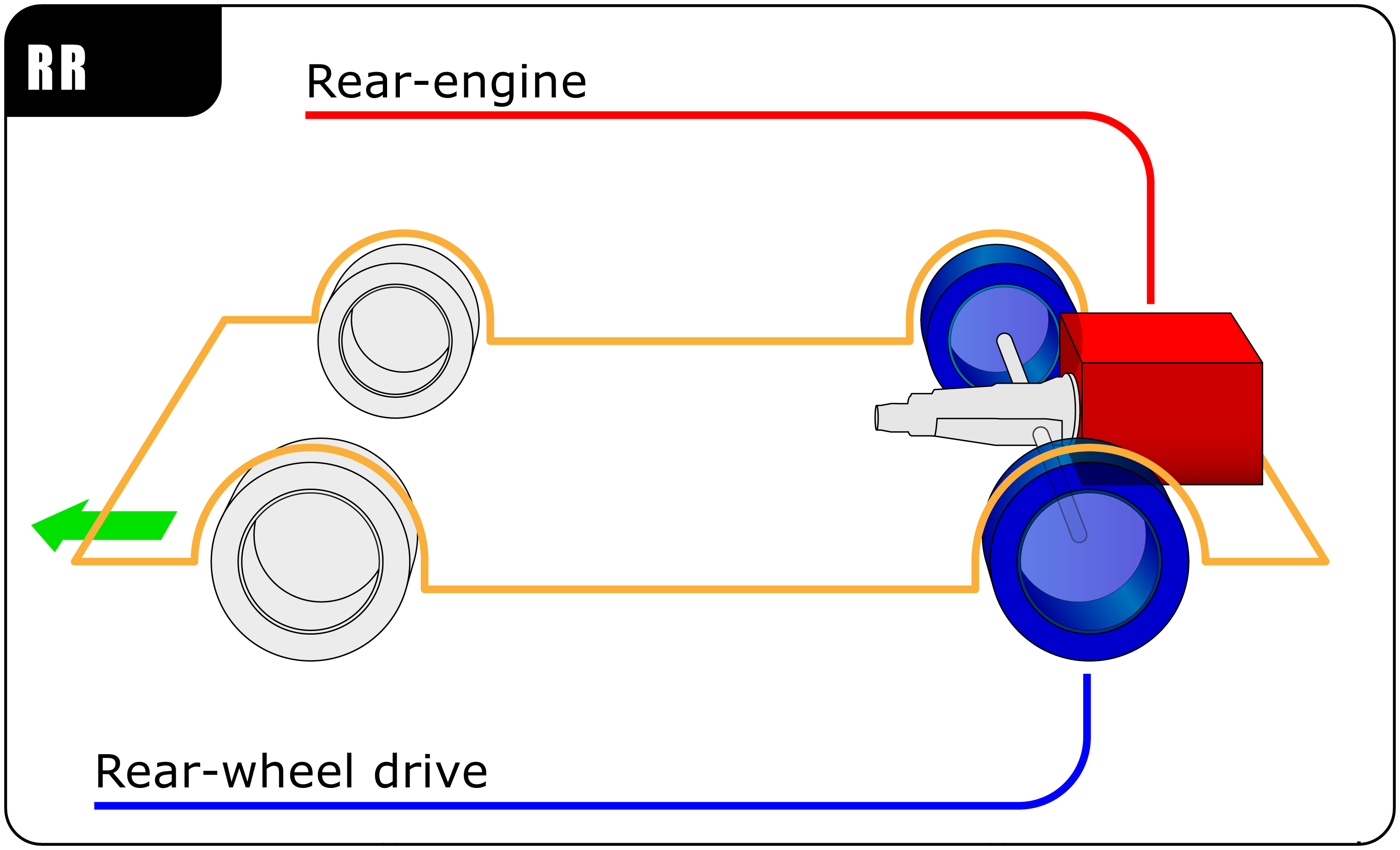
RRレイアウト

自動車設計におけるリアエンジン・後輪駆動（リアエンジン・こうりんくどう、英: Rear-engine, rear-wheel-drive layout）またはRR（アールアール）とは、エンジンと駆動輪の両方を車両の後方に配置する駆動方式である。RMRレイアウトとは対照的に、エンジンの重心が後車軸とリアバンパーの間にある。低床バスでドライブシャフトを省略できるため、バス車両では一般的な駆動方式となった。一方でこのレイアウトは乗用車では減少している。

## 概要
RR配置の特質のほとんどはミッドエンジン・後輪駆動（MR）と同じである。エンジンを駆動される後輪の近くに置くことで、ドライブシャフトの必要性がなくなる、差動装置（デファレンシャル）をトランスミッションと統合できる（トランスアクスルと一般的に呼ばれる）ため、駆動列（ドライブトレイン）を物理的により小さく、より軽く、より複雑でなく、そしてより効率的にできる。フロントエンジン・前輪駆動（FF）配置もこの利点を有する。
エンジンは通常、車で最も重いコンポーネントであるため、後車軸近くにエンジンを置くことで大抵は前車軸よりも後車軸により重さがかかる。これは一般的にリアウェイトバイアス（偏り）と呼ばれる。エンジンをさらに後ろにやるほど、バイアスは大きくなる。典型的な前/後ウェイトバイアスは、FFで65/35、FRで55/45、MRで45/55、RRで35/65である。
リア重量が固定されていると、制動時に負荷が4輪に均等にかかるため、前輪へのブレーキの偏りが少なくて済む。同様に、リアに重量が偏っているということは、加速時に駆動輪のトラクションが高まることを意味し、地面に力をかけてより速く加速することができる。
リアへの重量偏りの欠点は、車が不安定になり、特に減速時（ブレーキをかけたときやスロットルを離したときなど）にオーバーステアになりやすいことである（リフトオフ・オーバーステアを参照）。このような場合、回転慣性により、回転軸（一般的にはステアリングホイール）から離れた場所に重量が加わると、特にブレーキング下でスピンを維持する可能性が高くなる。これは本設計に内在する不安定さであり、リア重量偏りの少ない車両に比べて、滑りを誘発しやすく、回復が難しい。
激しい加速時には、前輪の荷重が減ることでトラクションが低下し、リアエンジン車はコーナー立ち上がりでアンダーステアになる傾向がある。
これらの点に関してRRは、より強いブレーキング、より速く、より早い加速、オーバーステアの増加など、MRを誇張したものと考えることができる。
オフロードや低トラクションでは、他の2WDレイアウトに比べてRRレイアウトの方が有利である。重量はFF車のように駆動輪側に偏っている。これにより、駆動輪のトラクションが向上するとともに、非駆動輪の沈み込みが軽減される。また、FR車のように駆動力と操舵力がフロントとリアで分担されているため、どちらかがトラクションを失いにくくなっている。多くのデューンバギーがフォルクスワーゲン・ビートルをドナーカーとして採用しているのは、このためである。4WDに比べて比較的単純で軽量なため、駆動輪が2つしかないという欠点を上回ることもある。
RRがMRと異なるのは、エンジンがホイールベースの外側に配置されている点である。MRの最大の利点である低慣性モーメントは多少損なわれ（それでもFRよりは低い）、乗員や荷物を積む空間も広くなる（通常はFRよりも少ない）。さらに、両車軸がエンジンの同じ側にあるため、技術的にはミッドエンジン構成よりも四輪駆動が容易である（ただし、R4レイアウトよりもM4レイアウトを採用した高性能車が多い）。最後に、リアマウントされたエンジンは、移動時に後ろに空気（多くの場合、低圧）があるため、空冷車の冷却をより効率的に行うことができる（フォルクスワーゲン・ビートルや、数少ない量産空冷ターボ車のひとつであるポルシェ・930など、空冷車は水冷車よりもRR車の割合が多い）。
しかし、水冷車の場合は、フロントに設置したラジエターからの冷却水配管を増やすか（重量増、複雑化）、ラジエターをサイドやリアに移設し、リアの風量低下を補うためにエアダクトを追加する必要があるため、このレイアウトは不利になる。
操縦性の悪さ、空間効率の悪さ、水冷エンジンの普及などにより、ほとんどのメーカーがRRレイアウトを放棄している。しかし、40年以上にわたって911を開発してきたポルシェは、RRの利点を活かしつつ、最近では電子制御の助けを借りてその欠点を許容範囲内に抑えている。

## 歴史
最初のRR車の一つは、1934年のタトラ・77で、これはハンス・レドヴィンカが設計した初の連続生産された空気力学の原理を応用した車である。このレイアウトは、1999年のT700の生産終了まで採用された。T613とT700では、エンジンを後輪車軸の上に置くレイアウトを採用し、RRレイアウトの欠点を軽減している。メルセデス・ベンツも130H（1934年）を皮切りに、この時期に数種類のRR車を生産していた。1930年代のタトラの過激なフォーマット（空冷式リアエンジン、流線型のティアドロップ型デザイン）は、フェルディナント・ポルシェがアドルフ・ヒトラーのために作った「人民の車」（フォルクスワーゲン）に影響を与えた。フォルクスワーゲンは史上最も多く生産された車であると同時に、1960年代まで続いたRR小型車のトレンドを確立した。RRフォルクスワーゲンの最終形態は、1961年に発表されたタイプ3で、エンジンを平らにして（パンケーキ）、前後にラゲッジスペースを確保した。
ポルシェは、911モデルをリアエンジン車として開発し続けてきたが、複数の全輪駆動（AWD）モデルを導入してきた。代表的なものとしては、993モデルの発売以来、911ターボはAWDのみで販売されている。しかし、GT3やツインターボのGT2などのレース志向のモデルは、依然としてRRのみである。
デロリアン・モーター・カンパニーが開発したスポーツカー「デロリアン」も、このRR方式を採用していた。デロリアンは、エンジンをリアに搭載したことによる重量配分の偏り（35/65）を補正するために、前輪よりもわずかに直径の大きい後輪を採用した。それ以前のリアエンジン車としては、シュコダ・1000 MB（1964年から生産）からシュコダ・130/135/136（1990年まで生産）、ポーランド製フィアット・126p（2000年10月まで生産）があった。
フランスのアルピーヌ社は、RRレイアウトのスポーツロードカーやレーシングカーを生産していた。ボディは複合材製で、ルノー製の機械部品が使われていた。アルピーヌは最終的にルノーに買収された（A610はアルピーヌの名を冠したルノー製品であった）。
RRレイアウトを採用した初期の車には、タッカー、フォルクスワーゲン・ビートル、ポルシェ・356、シボレー・コルヴェア、NSU・プリンツ、日野・コンテッサなどがある。

## 現在
三菱・i-MiEV、BMW・i3、フォルクスワーゲン・ID.3、スマート・フォーフォー、テスラ・モデル3（後輪駆動仕様のみ）といった現代の電気自動車の多くは、電気モーターの軽量化と冷却の必要性からRRレイアウトを採用している。テスラ・サイバートラックとGMC・ハマーEVも、基盤仕様にこのレイアウトを採用する予定である。
一方中大型車においては基本的には乗合バスに限定される。路線バスにおいては後輪より前方を低床化する事により、高齢者等への利便性向上を考慮した構造としている。特にノンステップバスにおいては、エンジンとデフを運転席側へオフセットさせた事例や、最後部にエンジンを横置きとしトランスミッションとデフの間に偏向ギヤを設けノンステップエリアを拡大した事例が見られる。
観光バスや長距離バスにおいても大多数においてはRRレイアウトとし、客室との間は荷室、もしくは仮眠室等としている。
2008年に発売された世界で最も安い（2100 - 2500米ドル）市販車であるインド製のタタ・ナノもこのレイアウトを採用している。

## 例

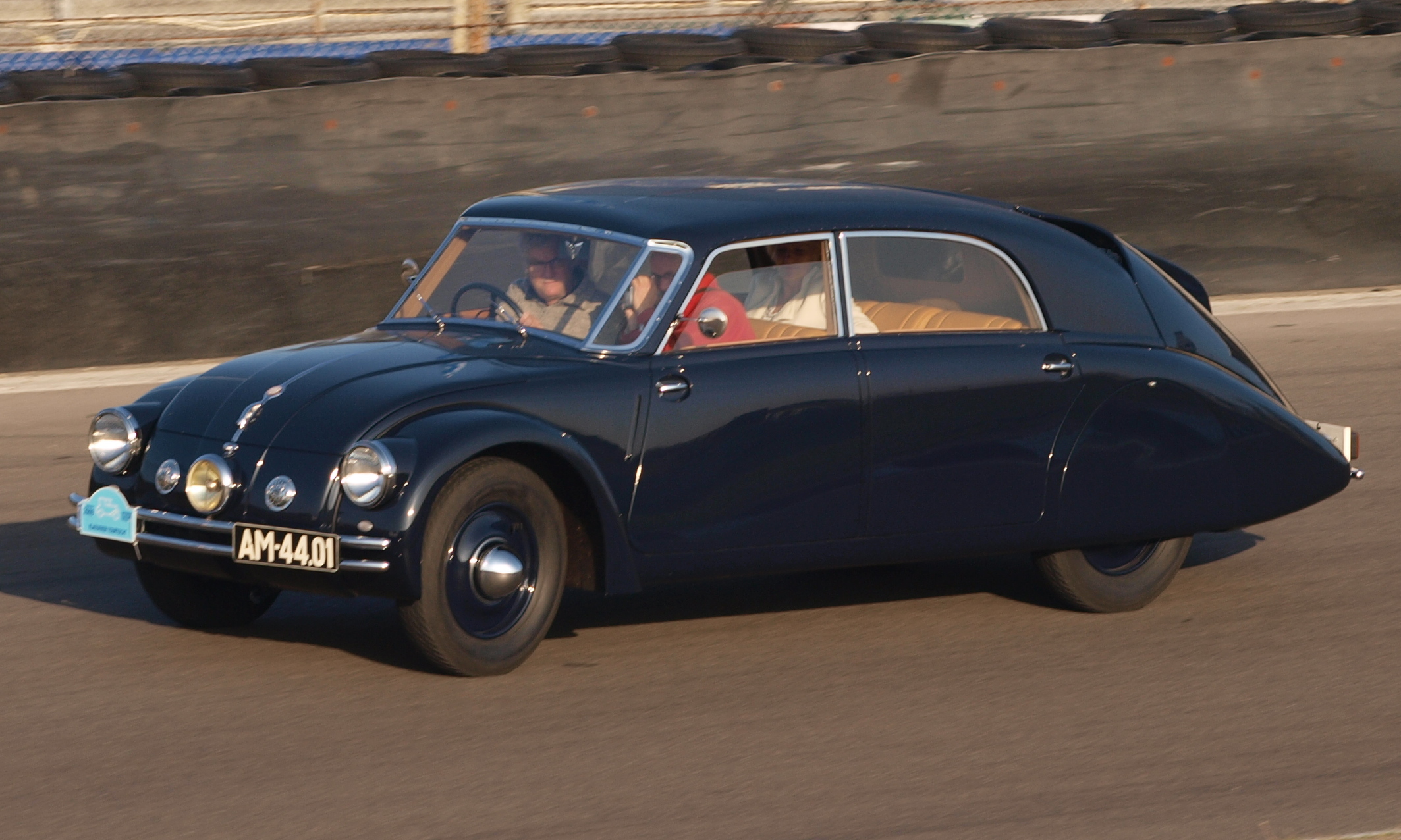
タトラ・77、RRプラットフォームを持つ初の量産車の1つ
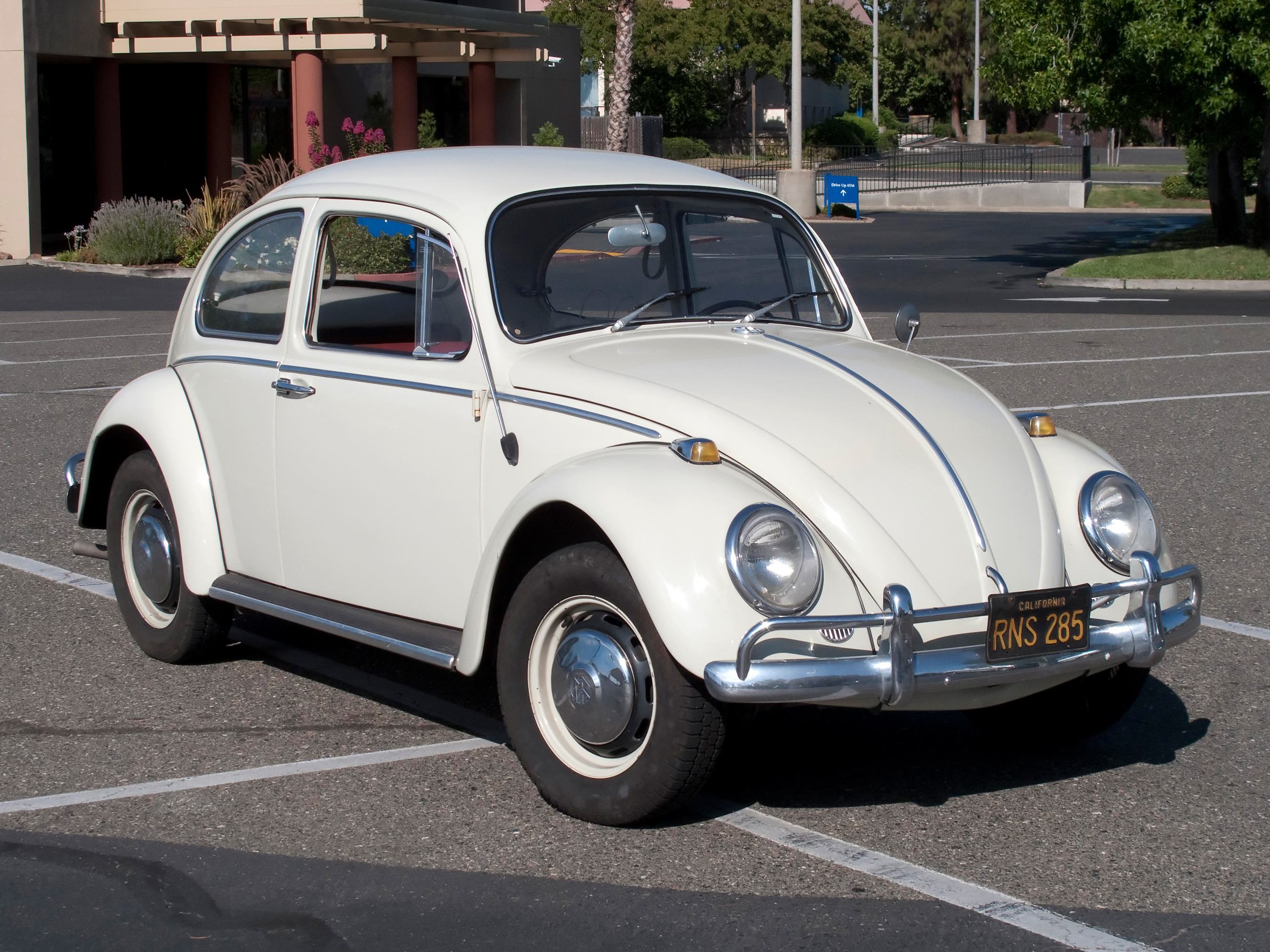
フォルクスワーゲン・ビートル（タイプ1）
フォルクスワーゲン・ビートル（タイプ1）のエンジン空冷の図
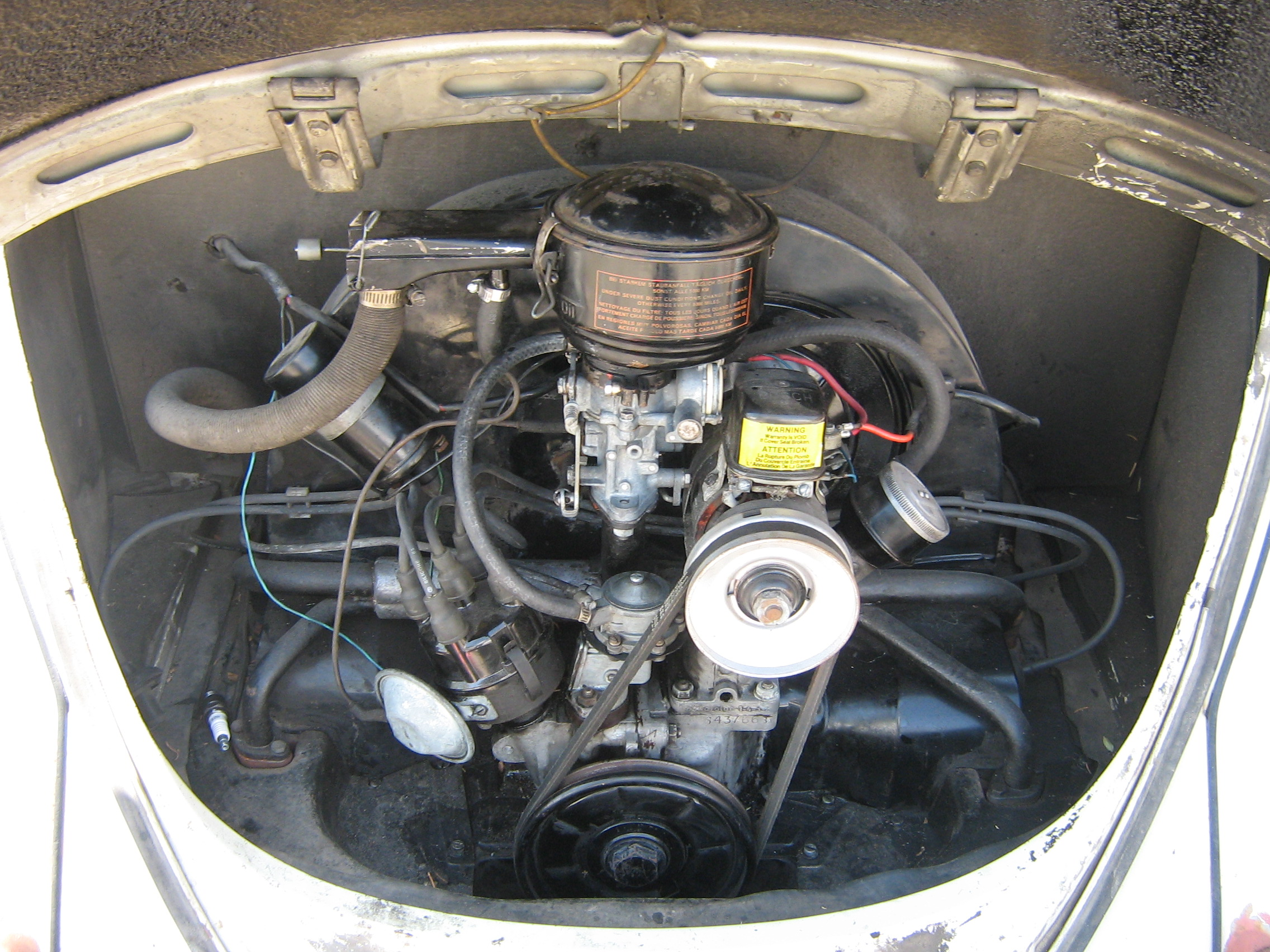
1962年式フォルクスワーゲン・ビートルのエンジン
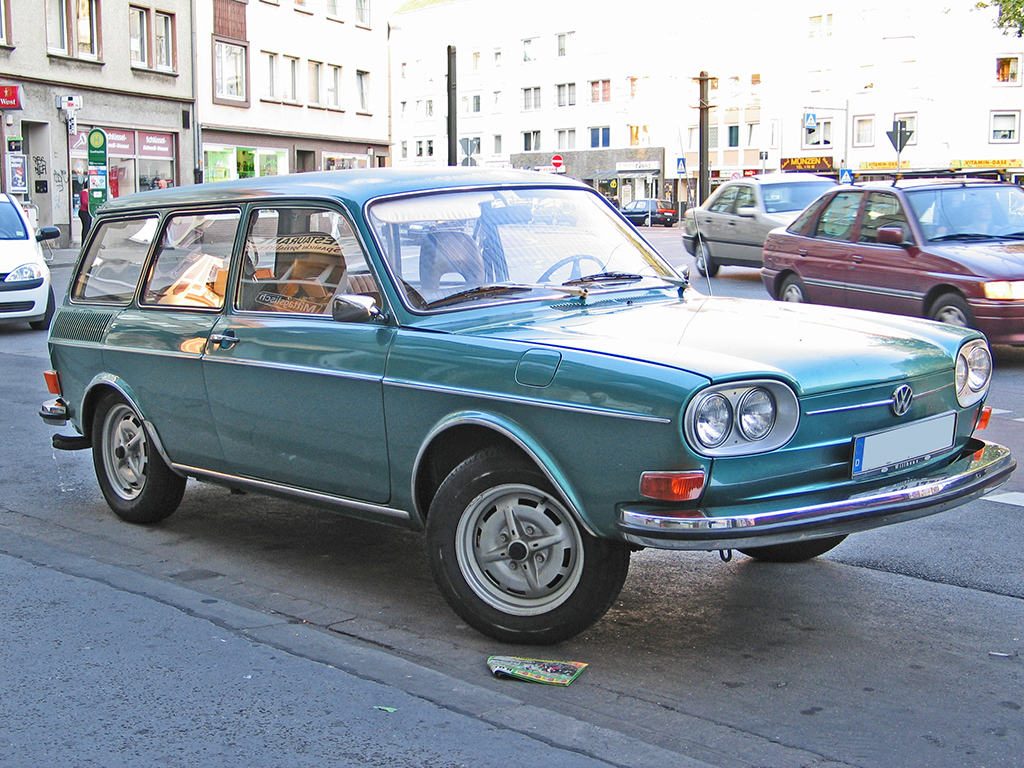
フォルクスワーゲン・タイプ4
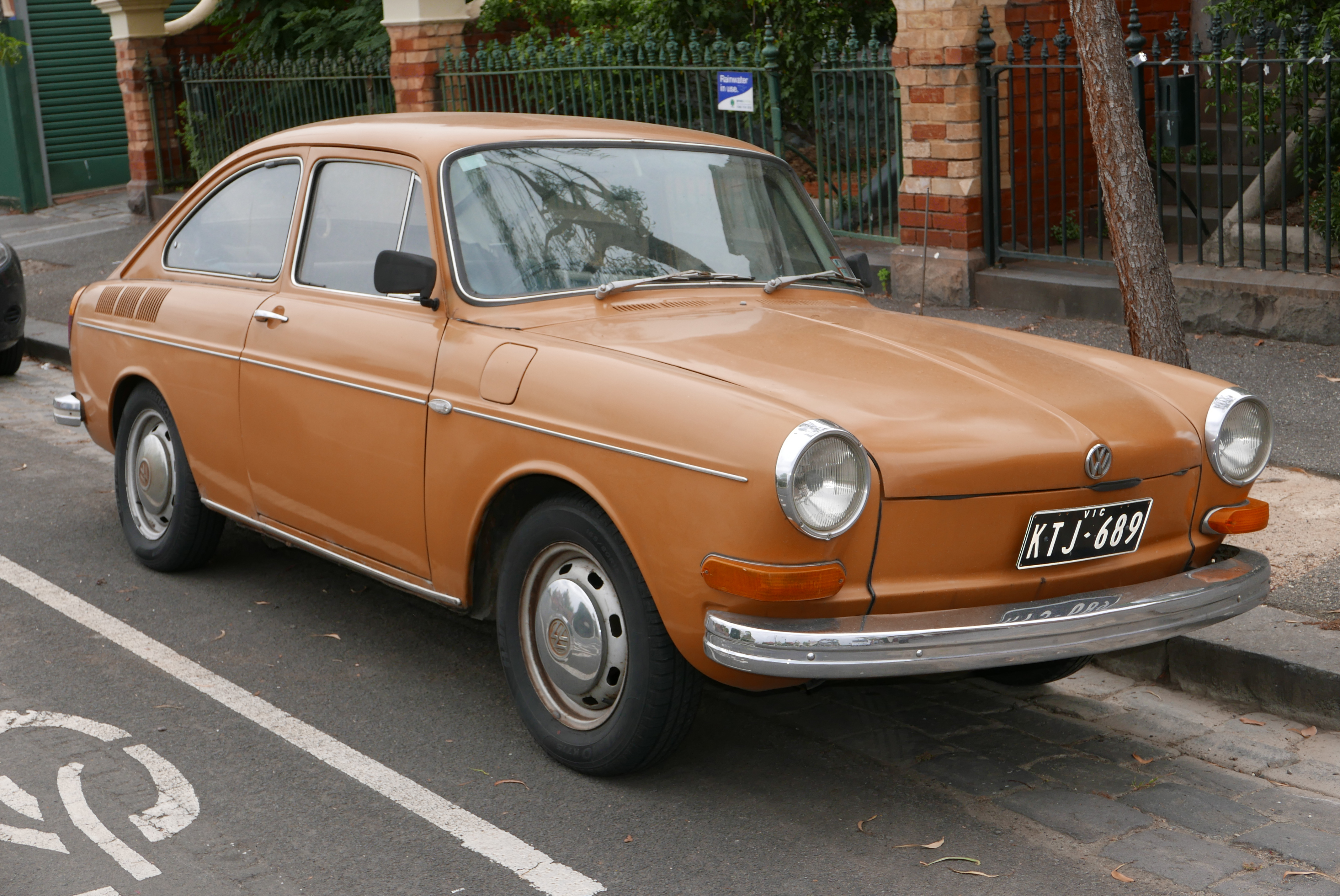
フォルクスワーゲン・タイプ3
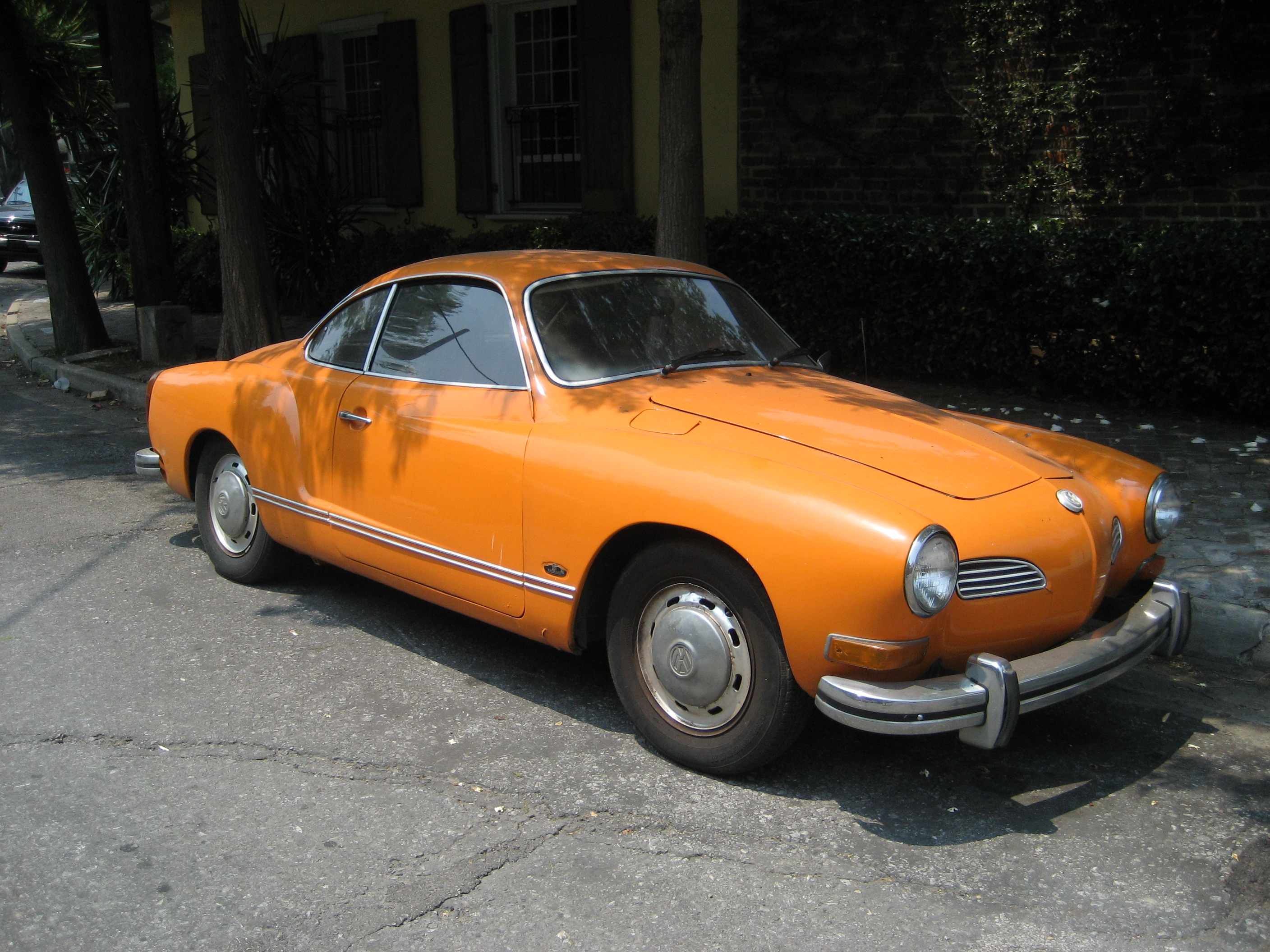
フォルクスワーゲン・カルマンギア
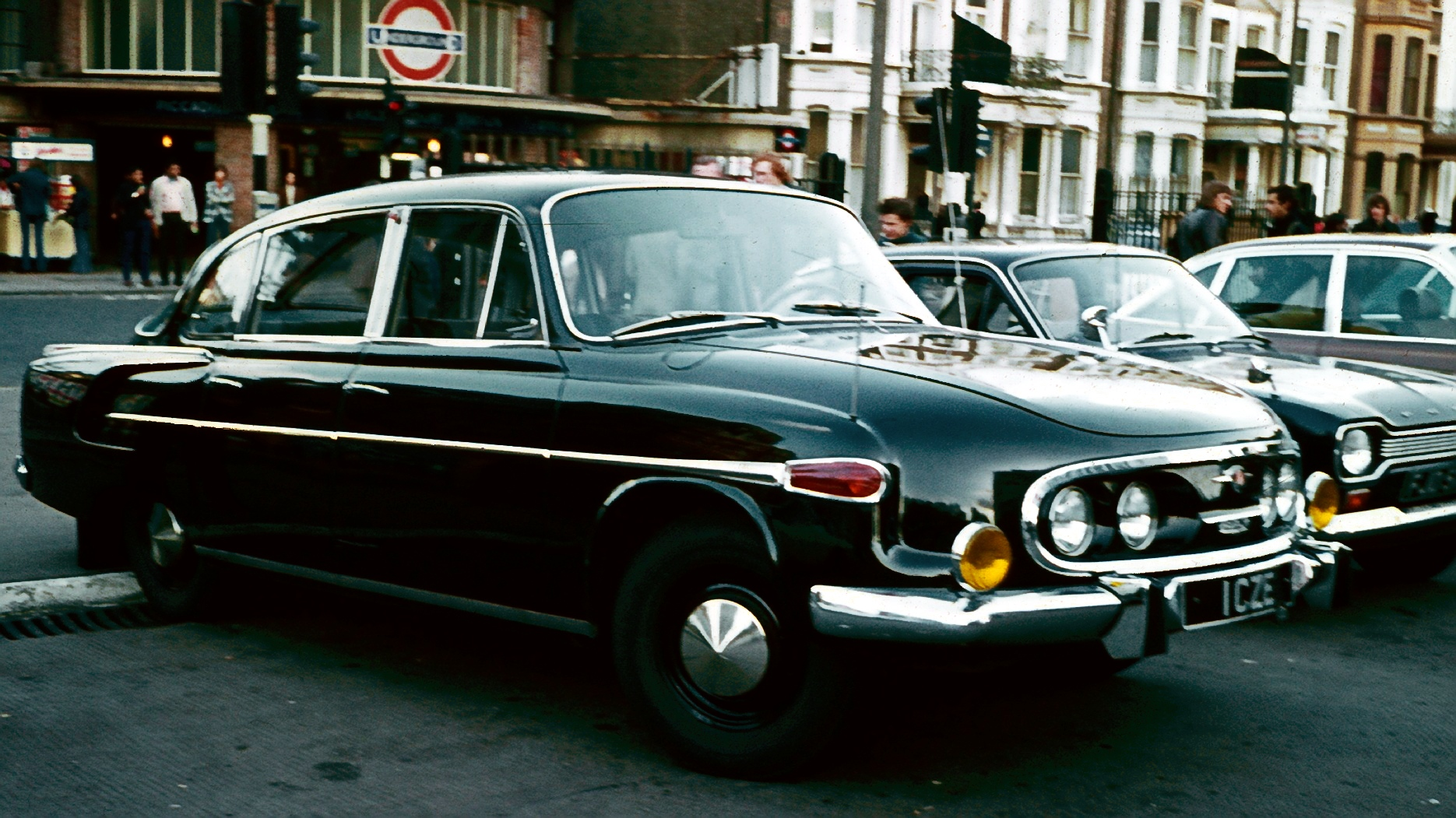
タトラ・T603
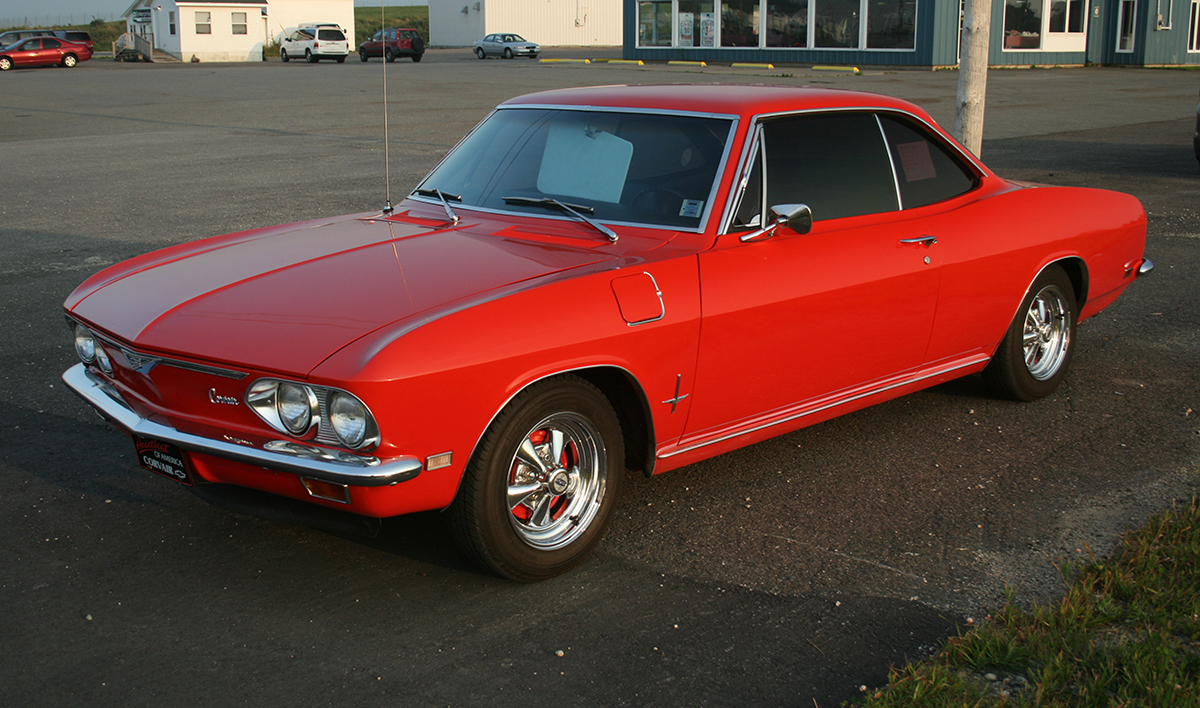
シボレー・コルヴェア
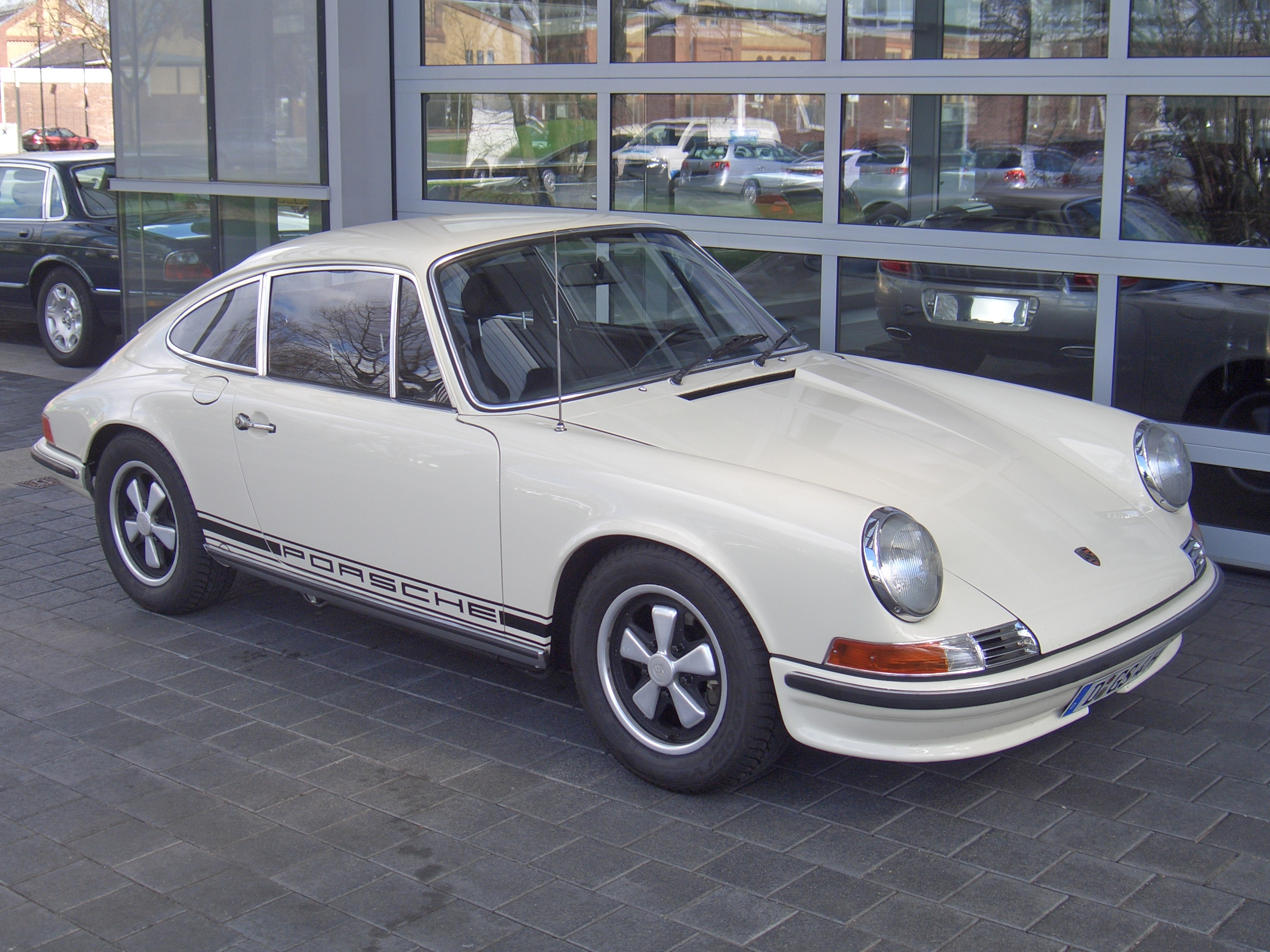
ポルシェ・911。現行の一部モデルは全輪駆動仕様。
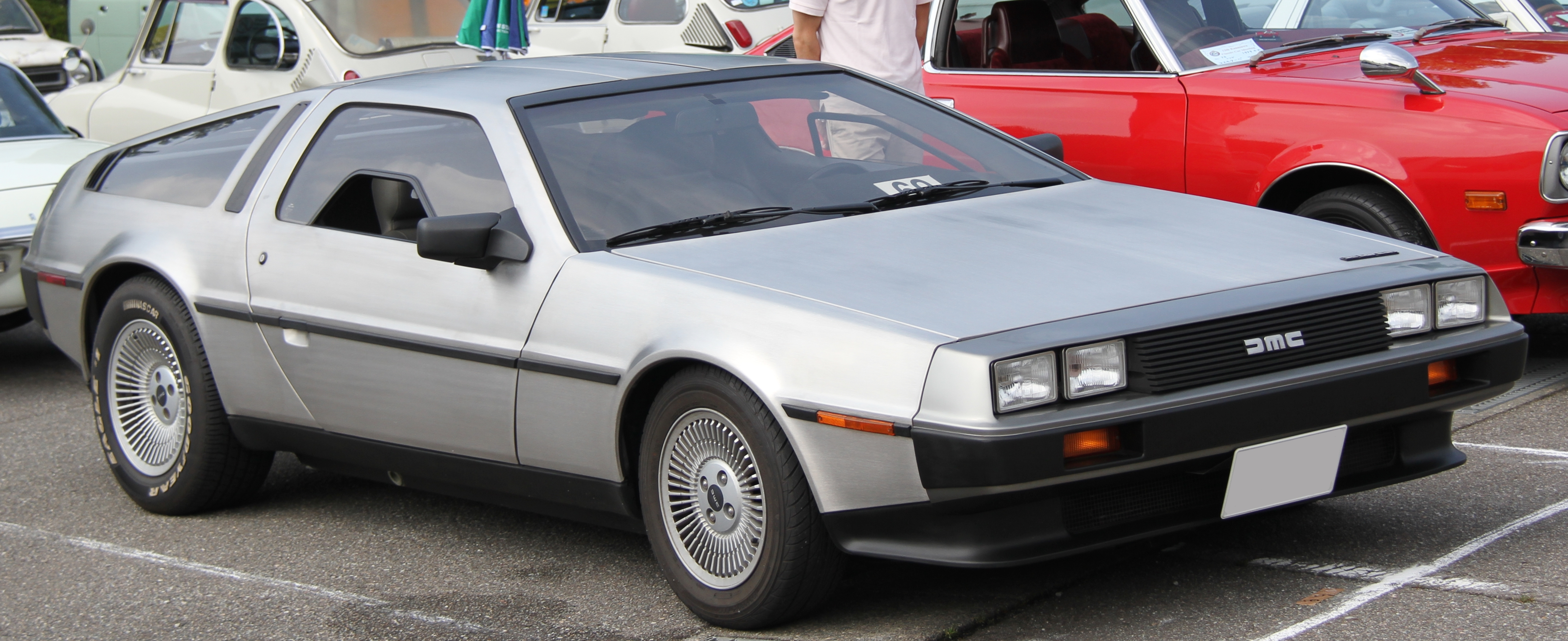
デロリアン・DMC-12
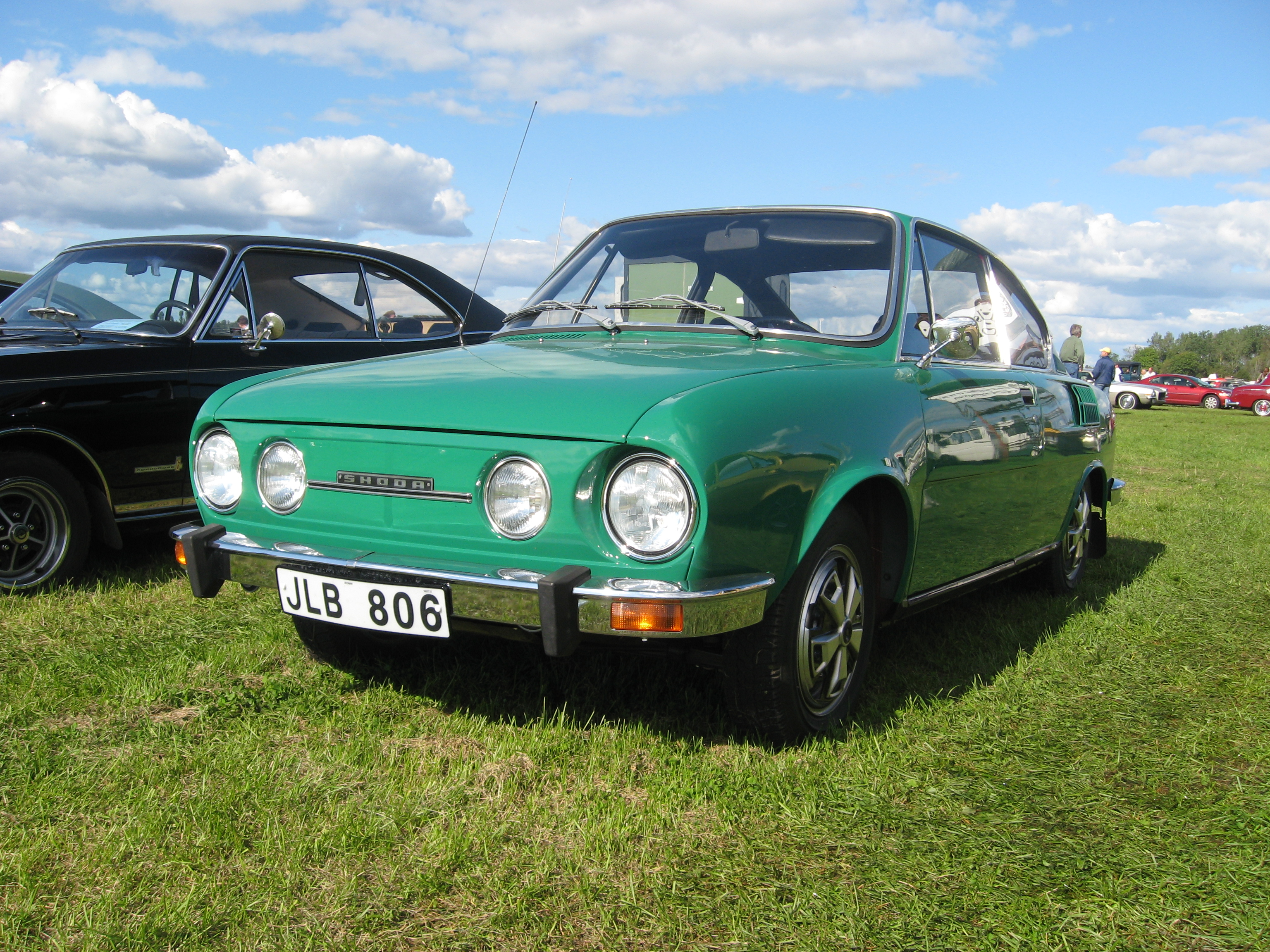
シュコダ・110 Rクーペ（英語版）
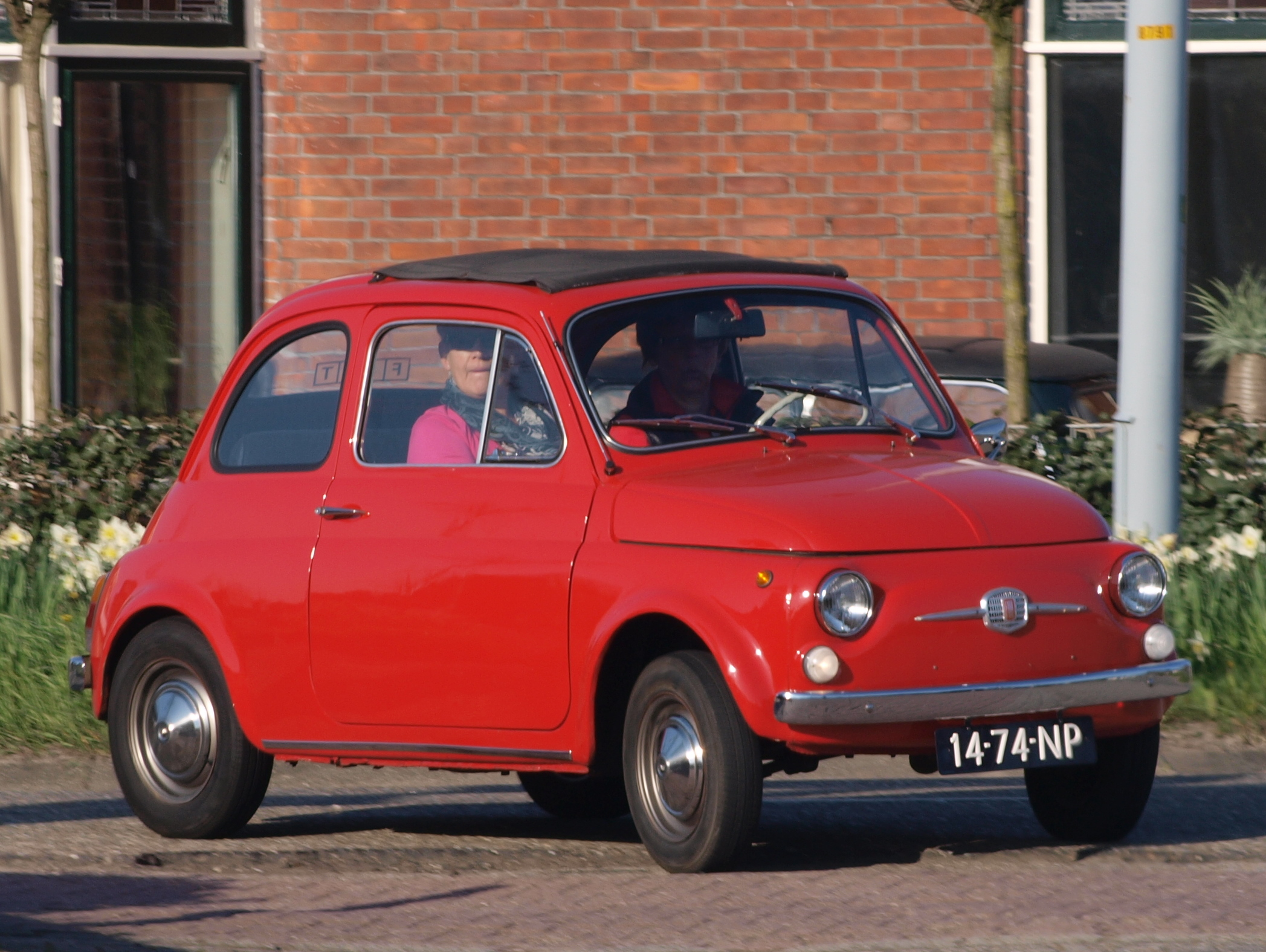
フィアット・500
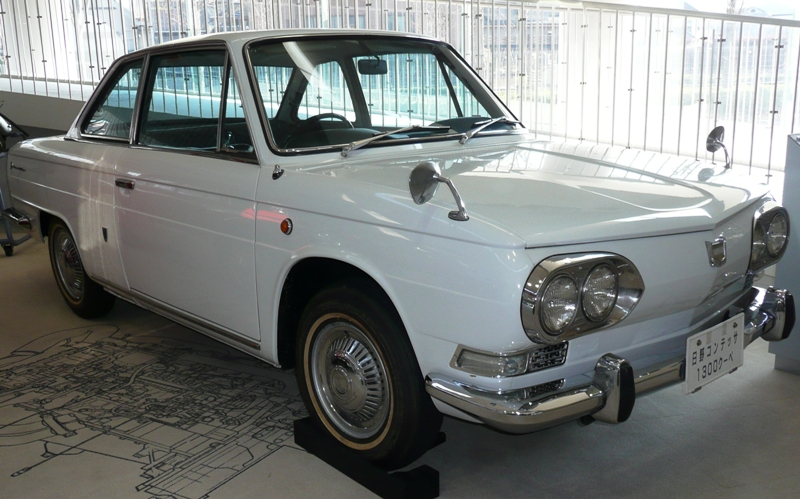
日野・コンテッサ
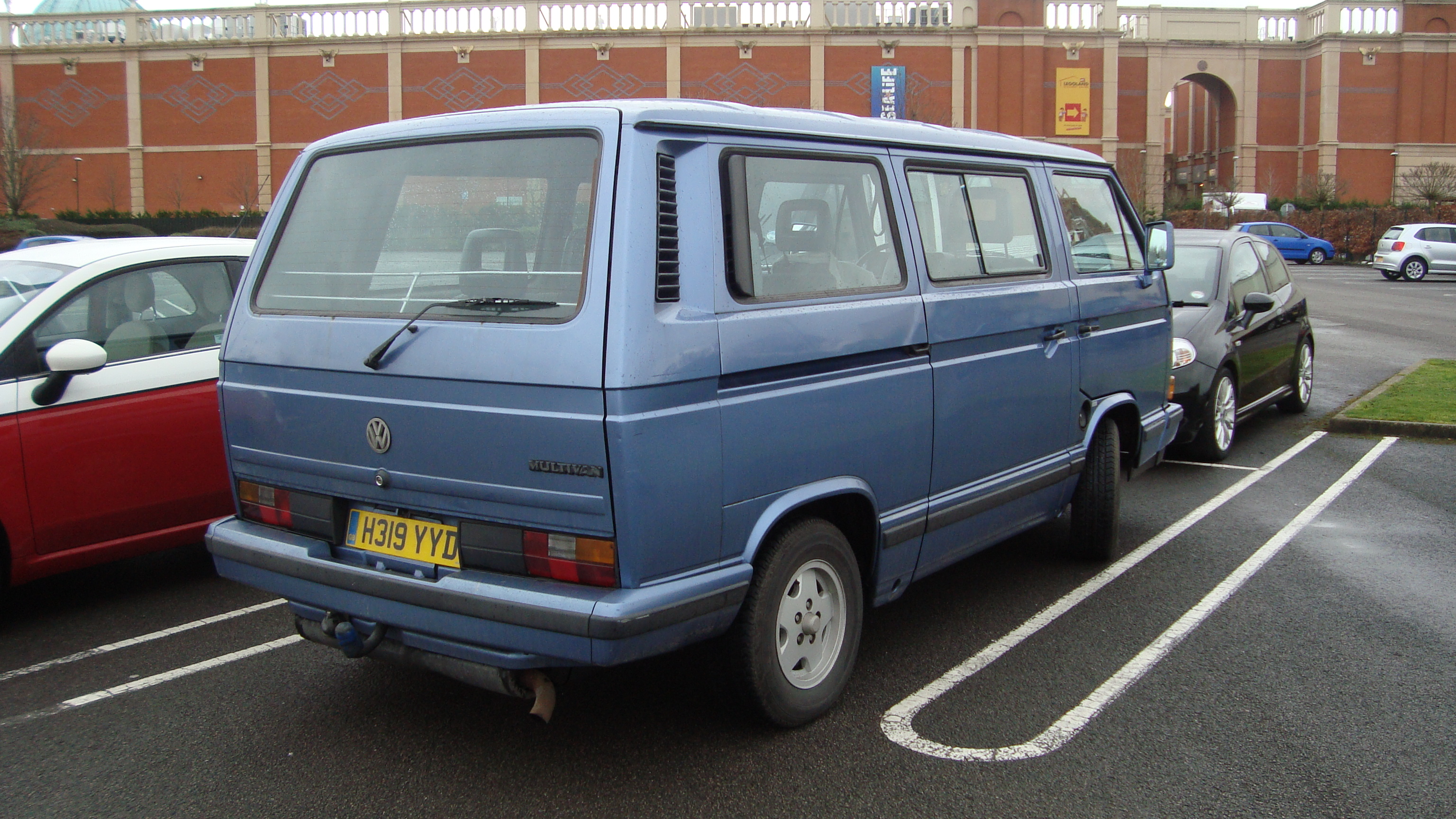
フォルクスワーゲン・タイプ2（T3）
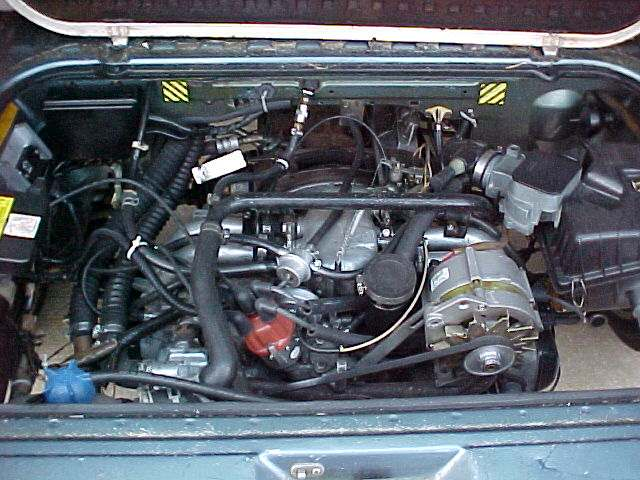
フォルクスワーゲン・タイプ2 (T3) のフォルクスワーゲン・ヴァッサーボクサー（英語版）4気筒後ろ置きエンジン
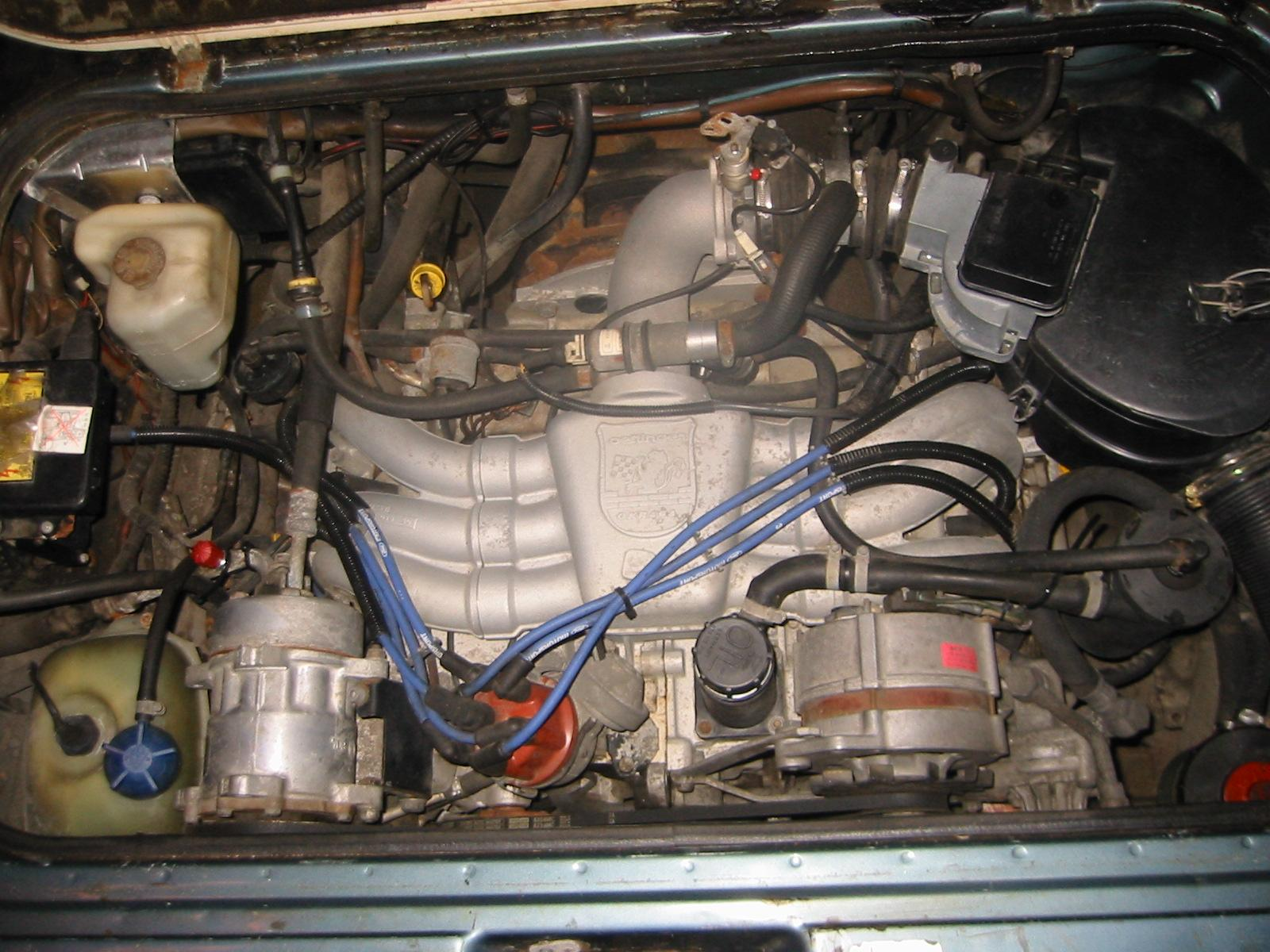
エッティンガー・WBX6、フォルクスワーゲン・タイプ2 (T3) の改造用6気筒後ろ置きエンジン
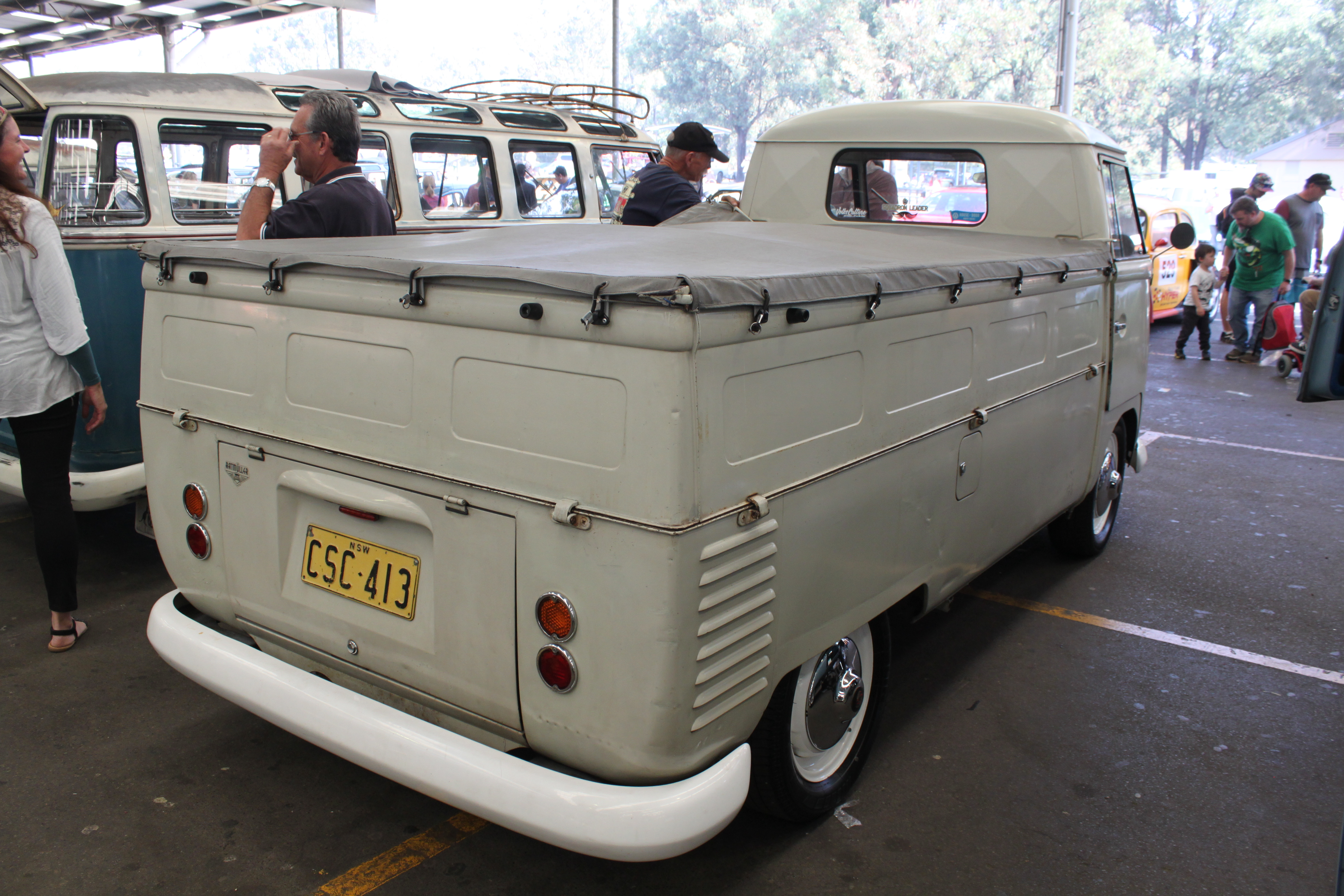
フォルクスワーゲン・タイプ2、シングルキャビン・ユーテリティーピックアップ
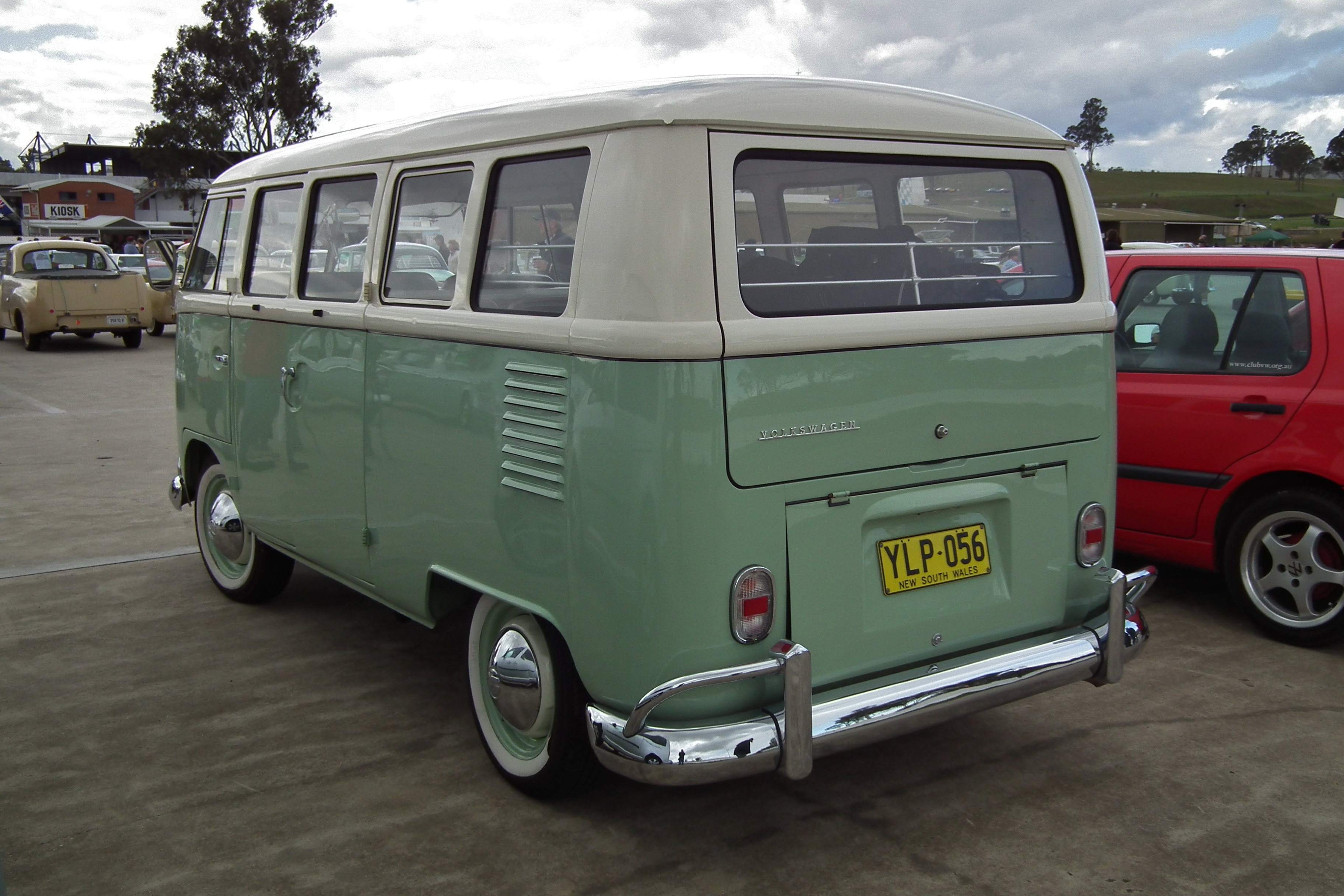
フォルクスワーゲン・T1マイクロバス
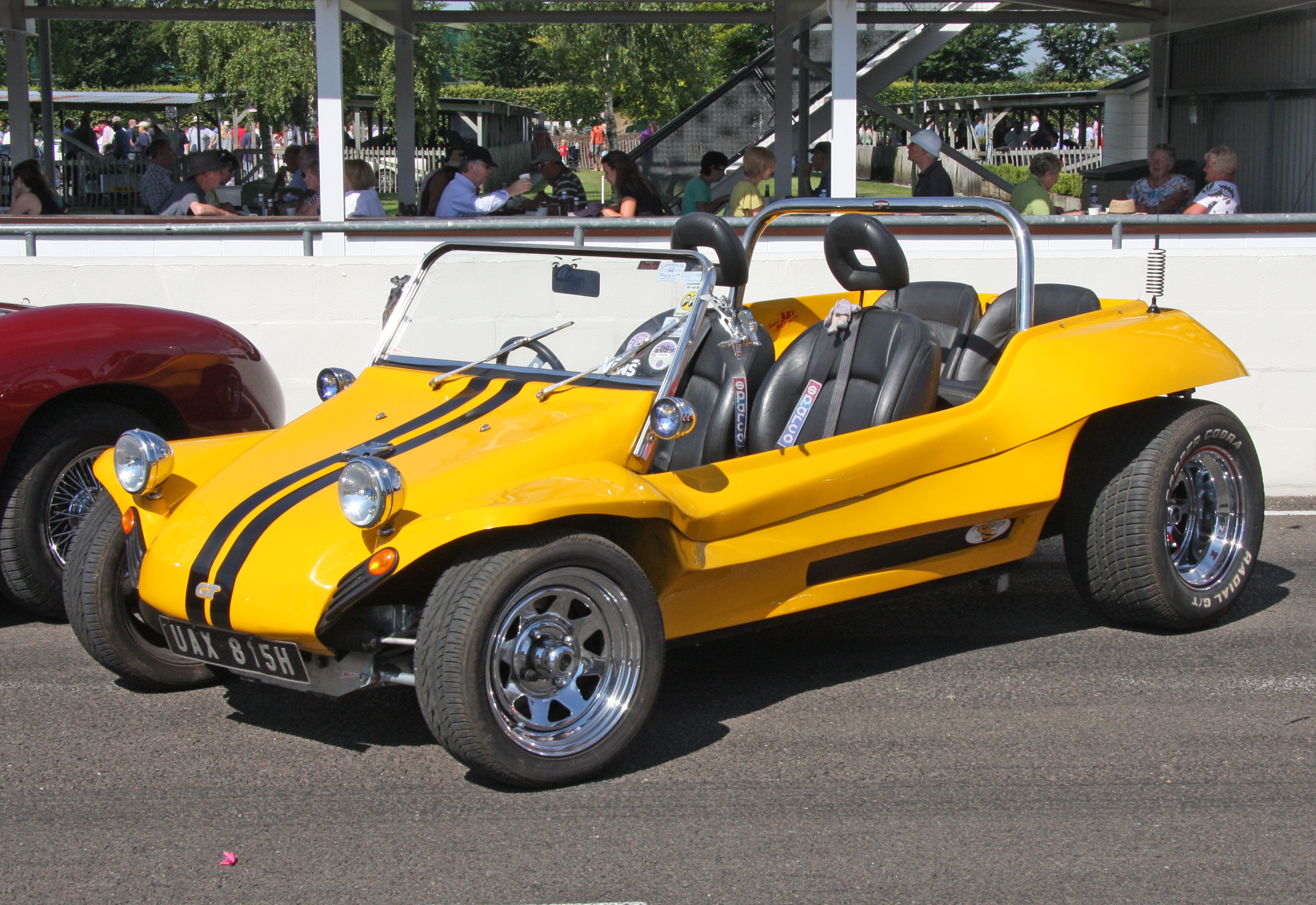
マイヤーズ・マンクス（英語版）、フォルクスワーゲンの後ろ置きエンジンを積んだデューンバギー
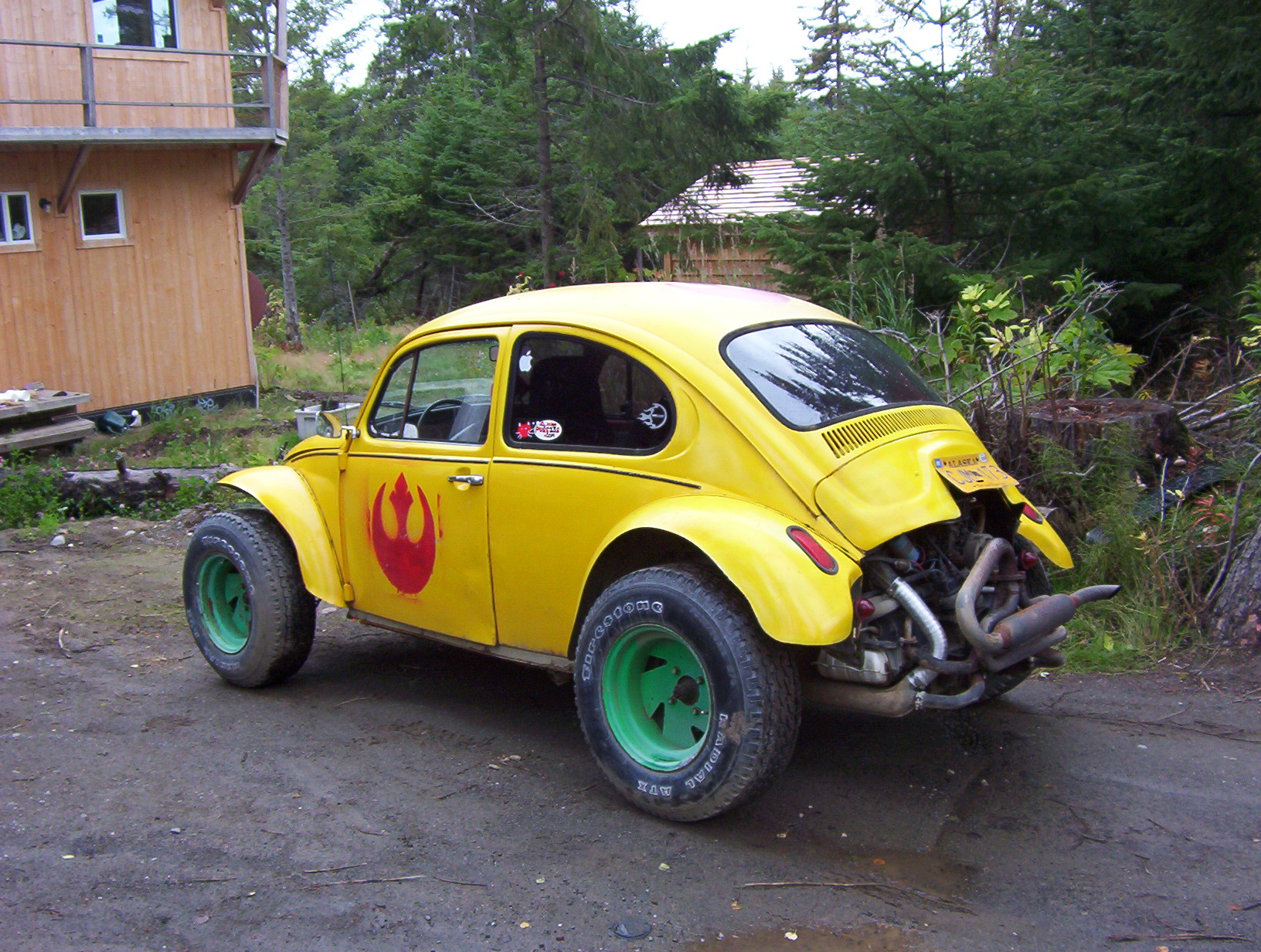
バハ・バグ（英語版）様式に改造されたビートル
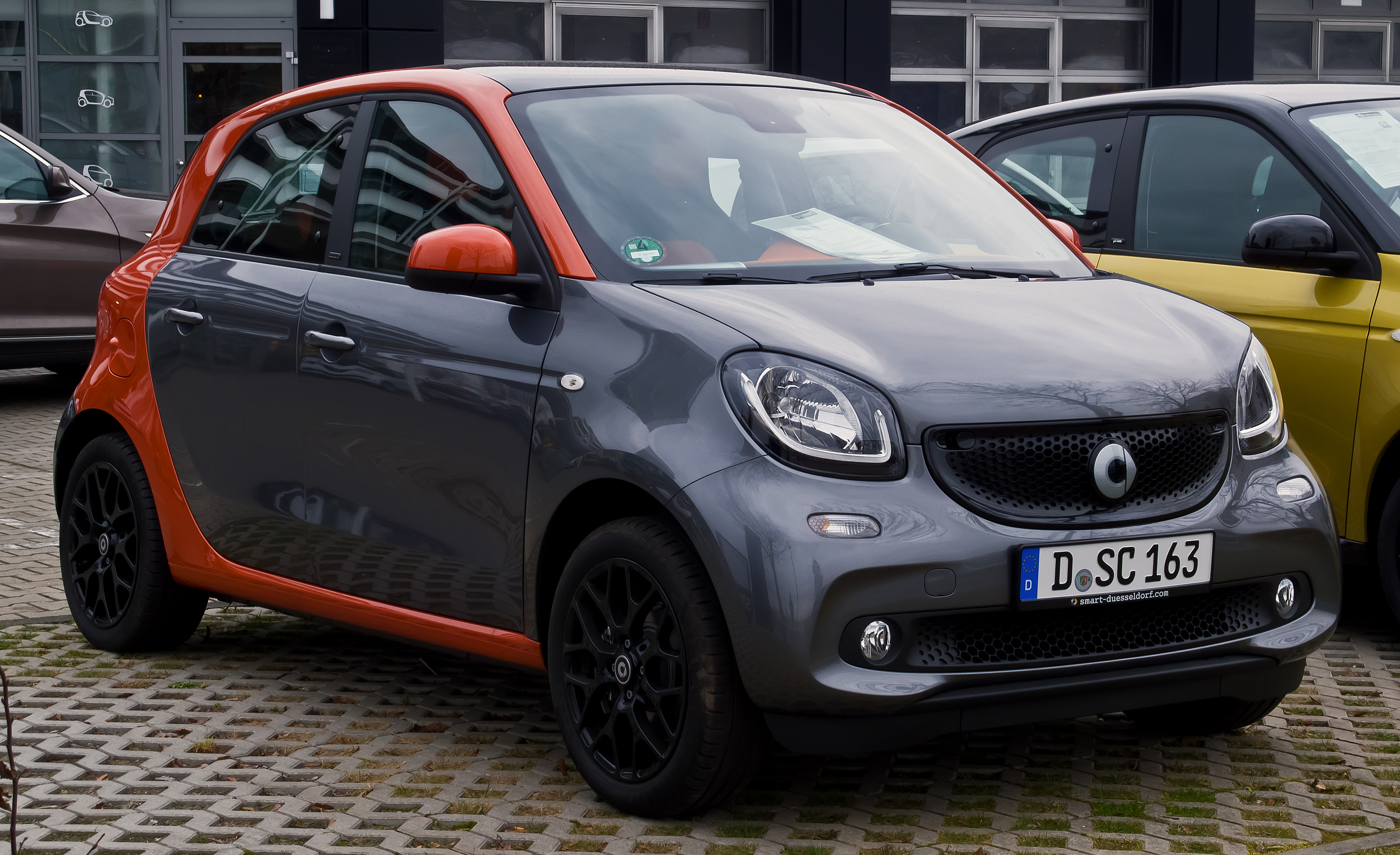
第2世代スマート・フォーフォー
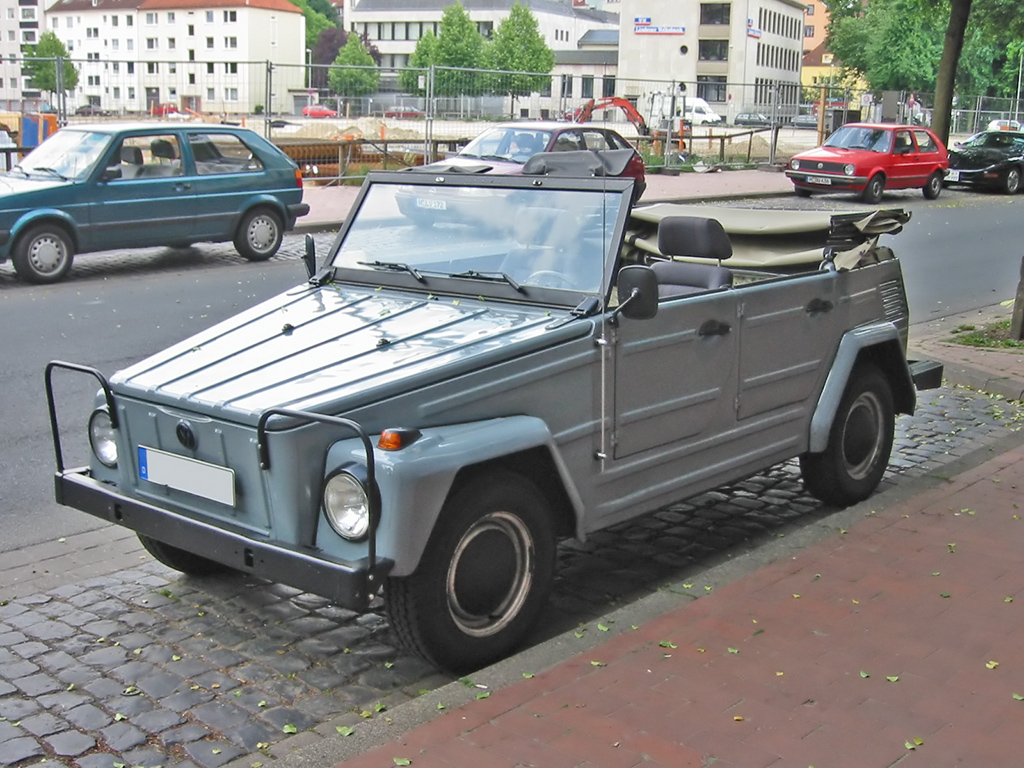
フォルクスワーゲン・タイプ181
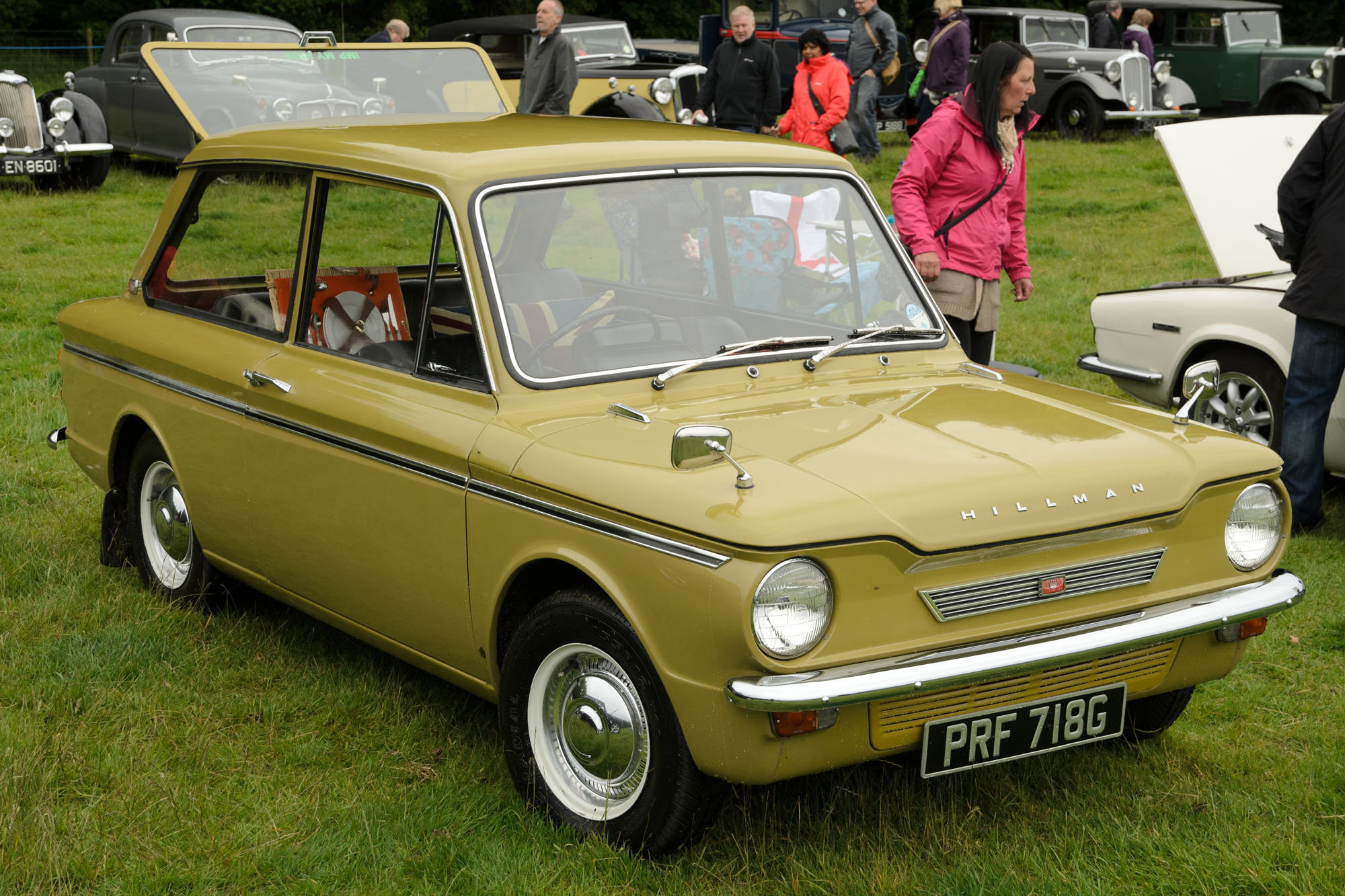
ヒルマン・インプ
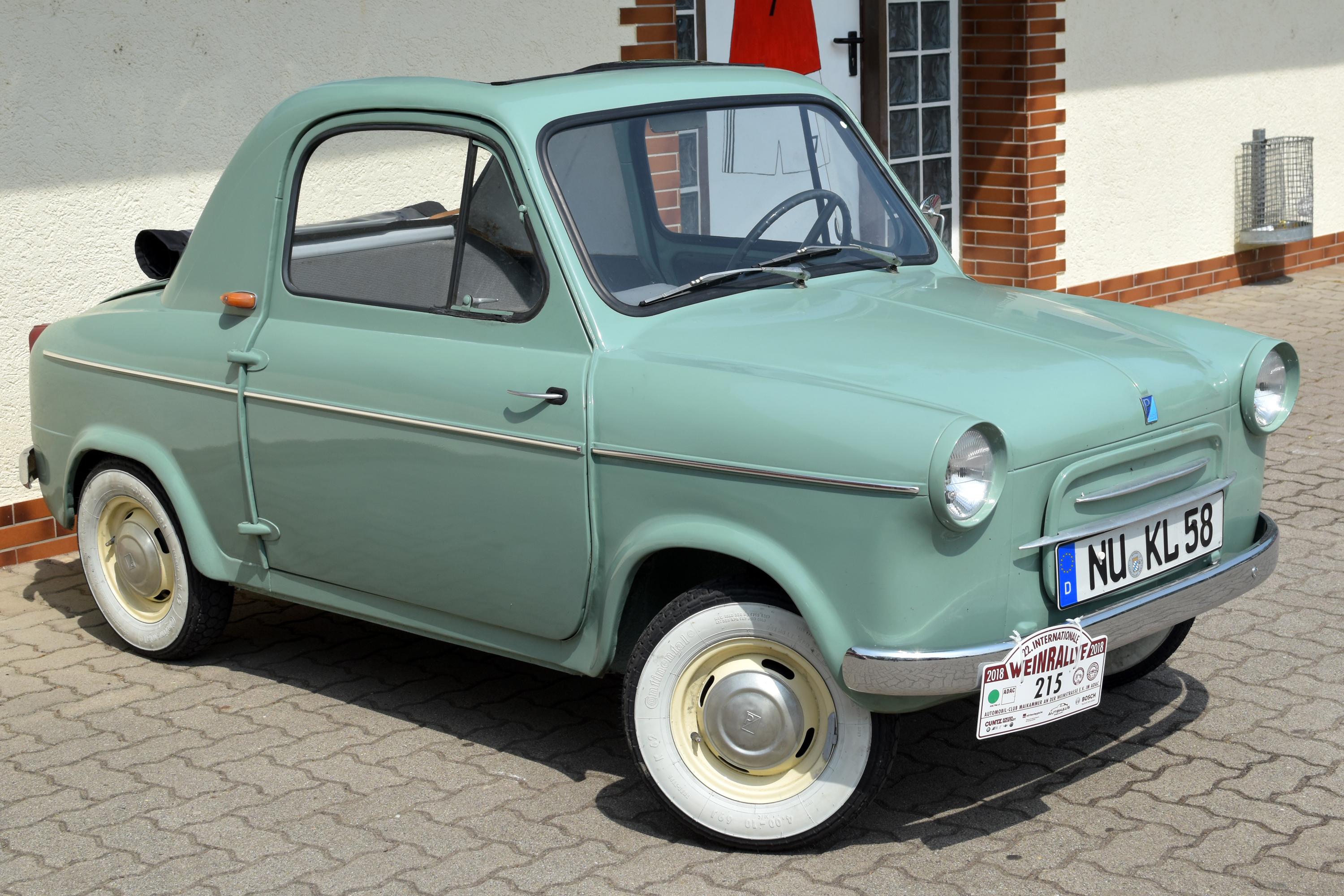
ベスパ・400（英語版）
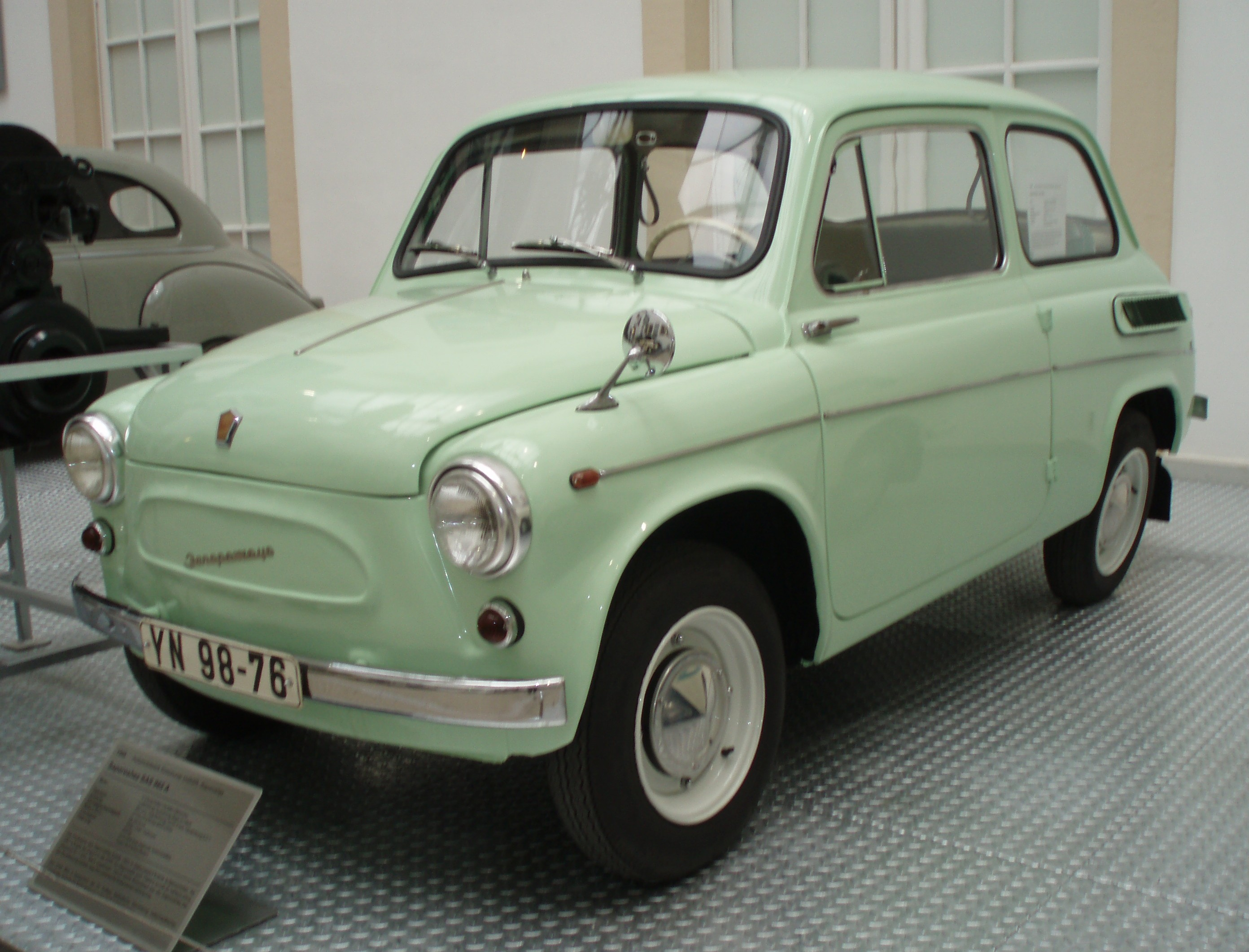
ZAZ・ザポロージェツ
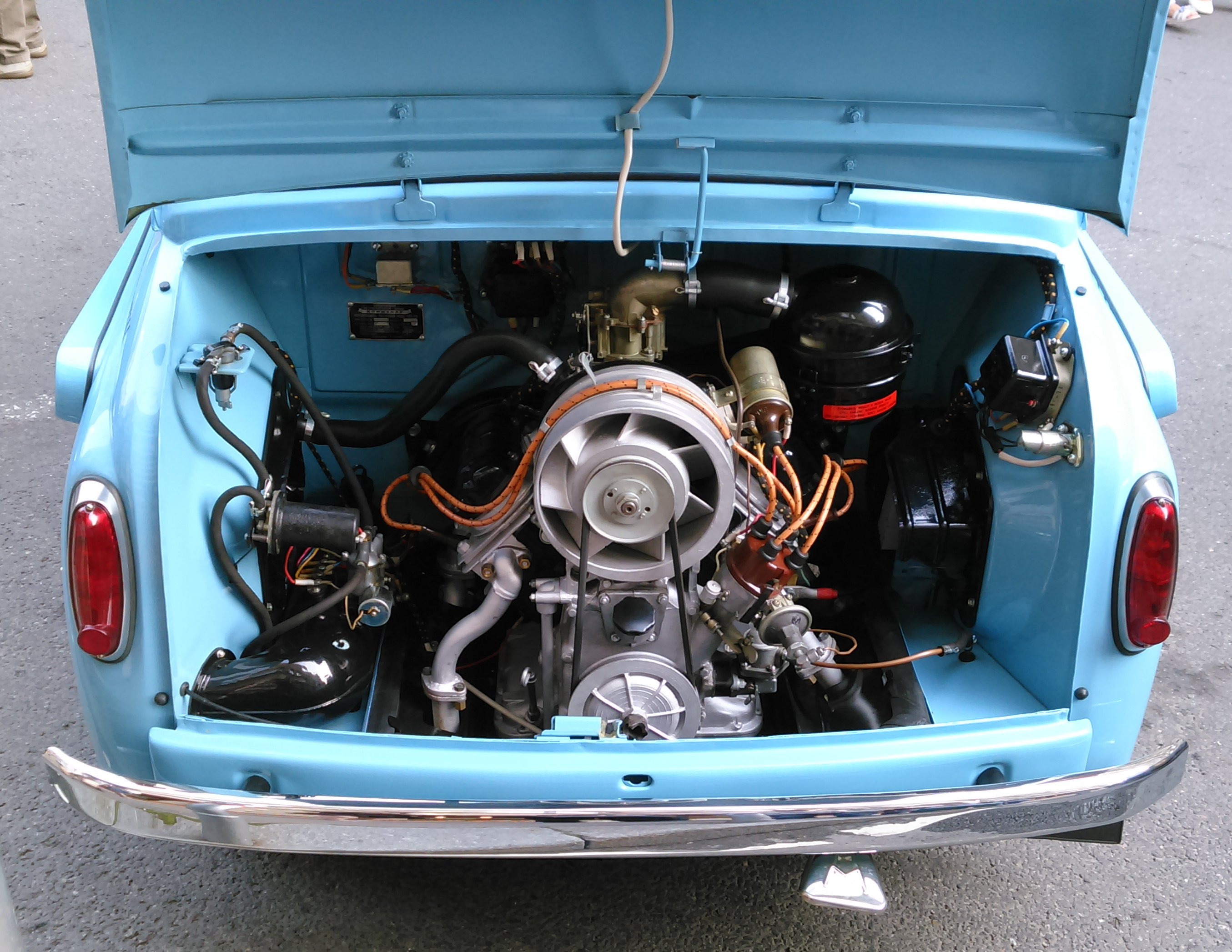
ZAZ・ザポージェッツのエンジン
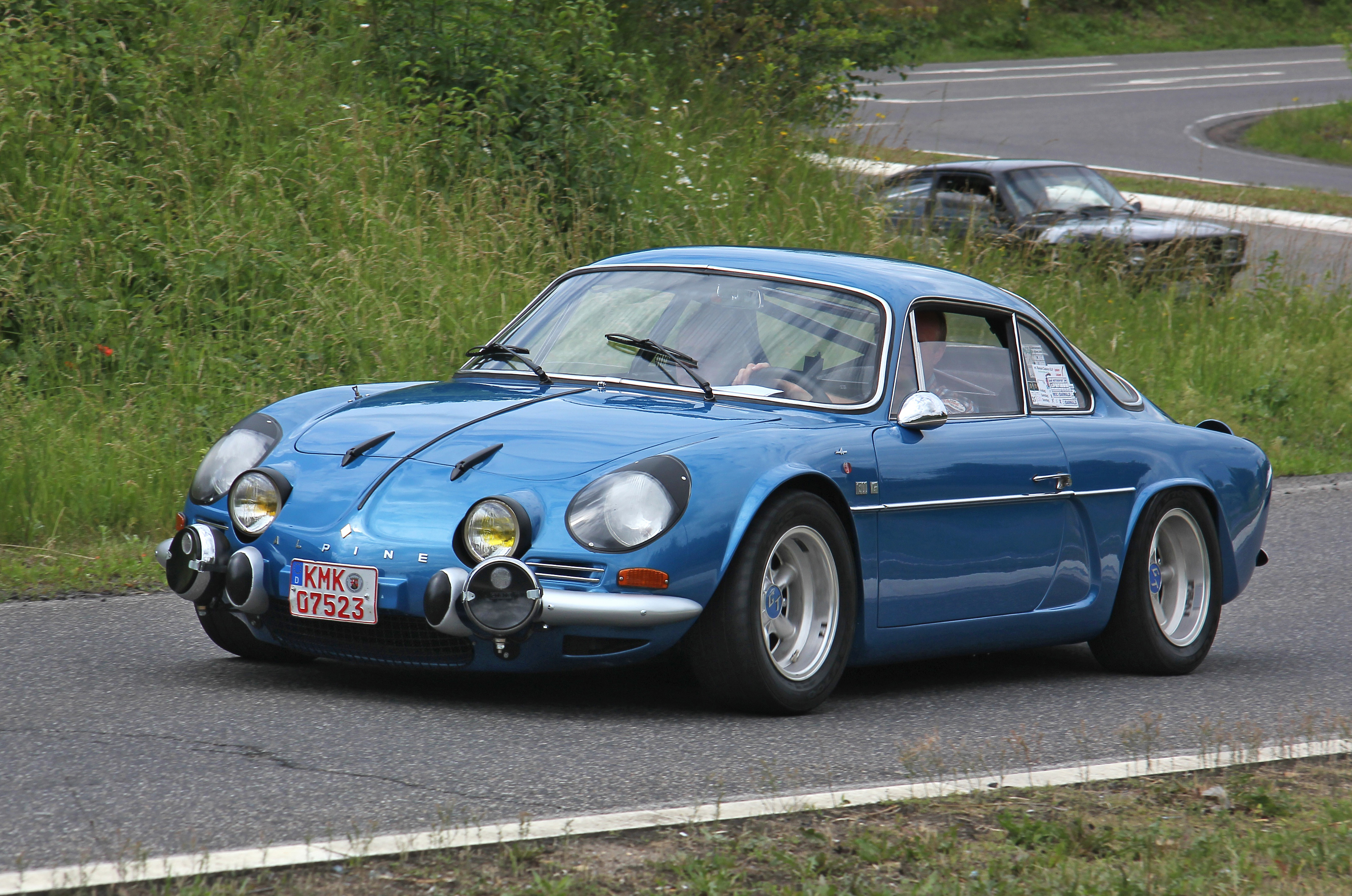
アルピーヌ・A110
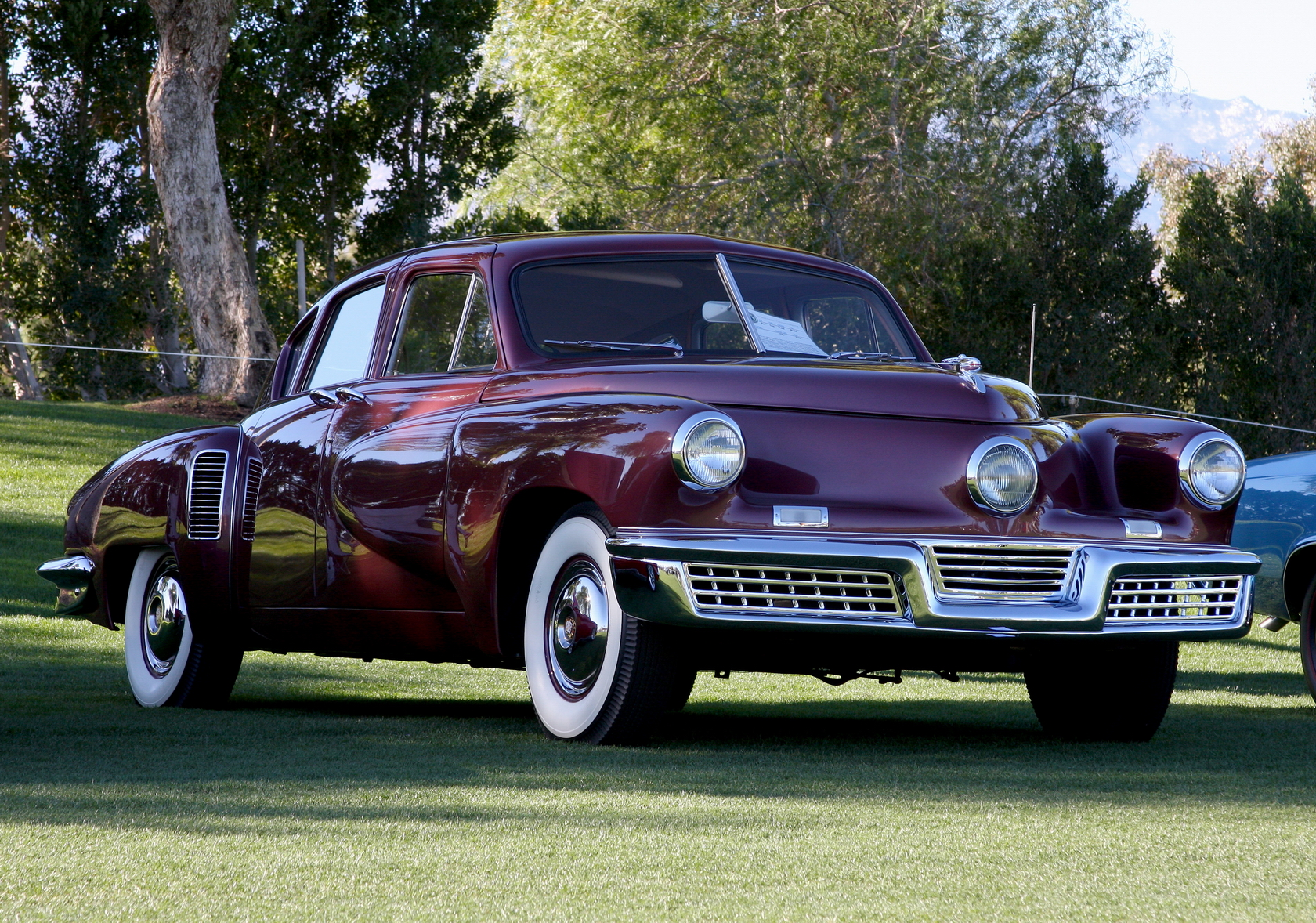
タッカー・トーピード
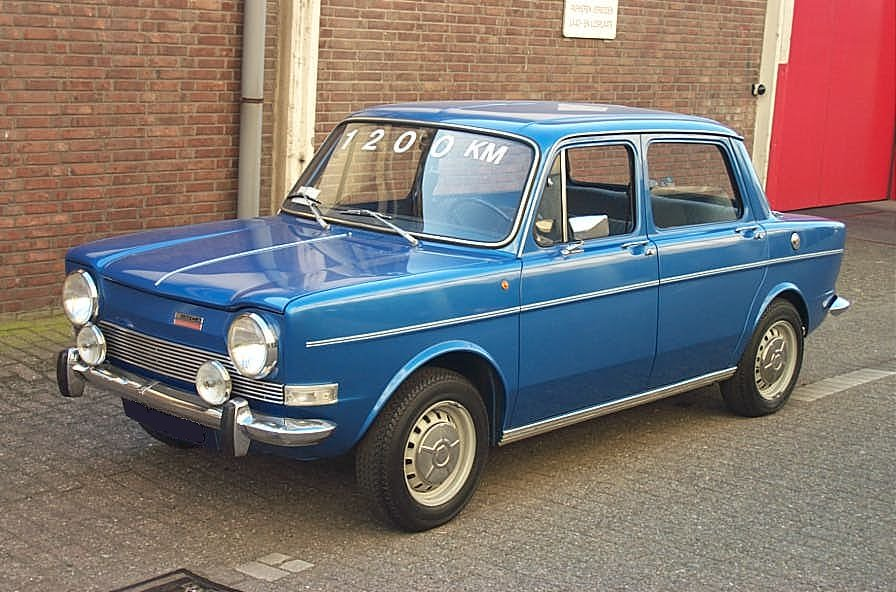
シムカ・1000
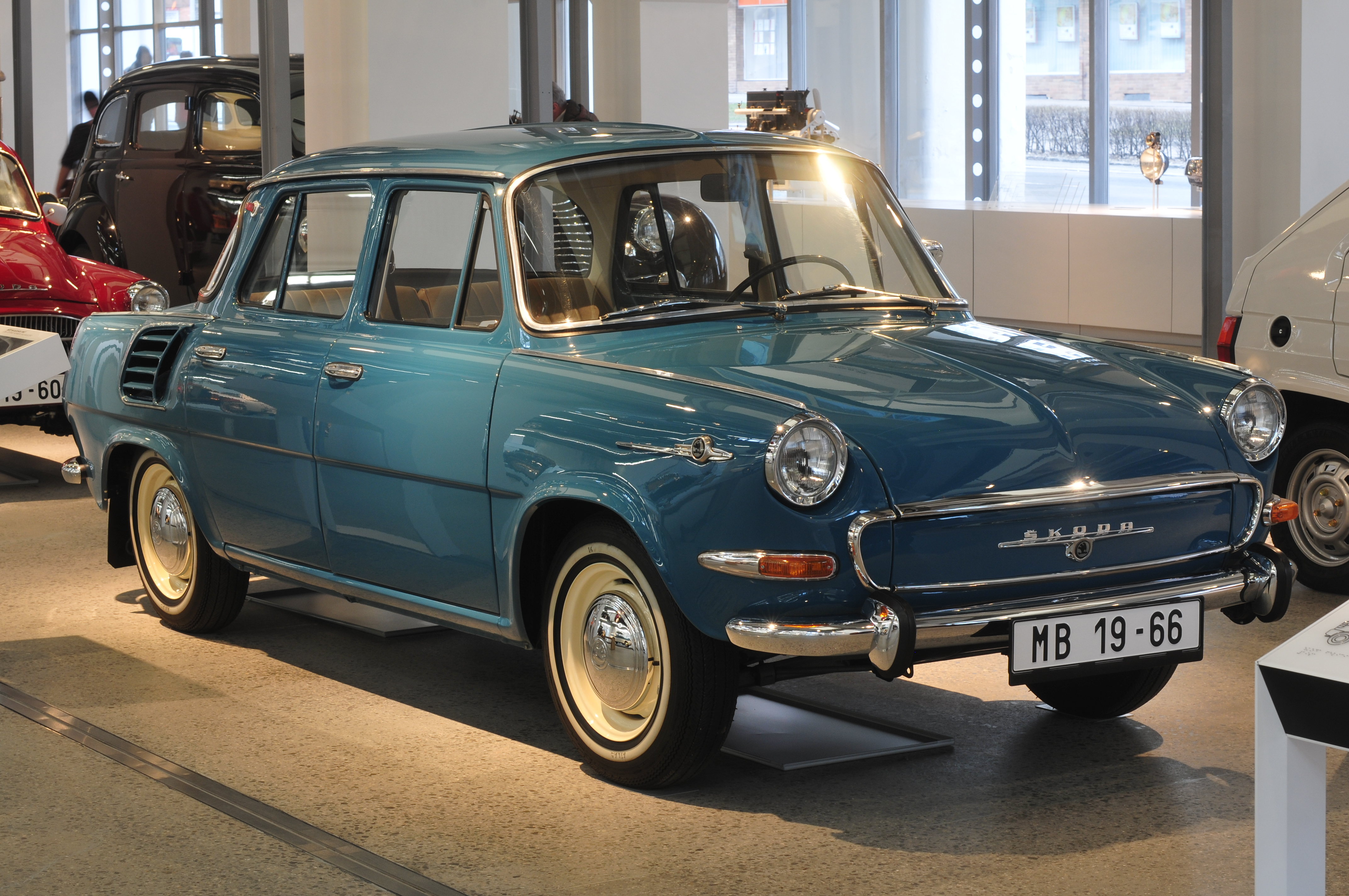
シュコダ・1000 MB
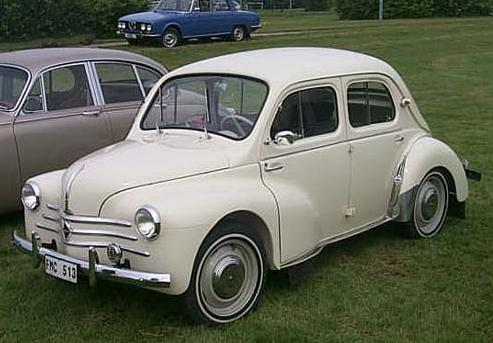
ルノー・4CV
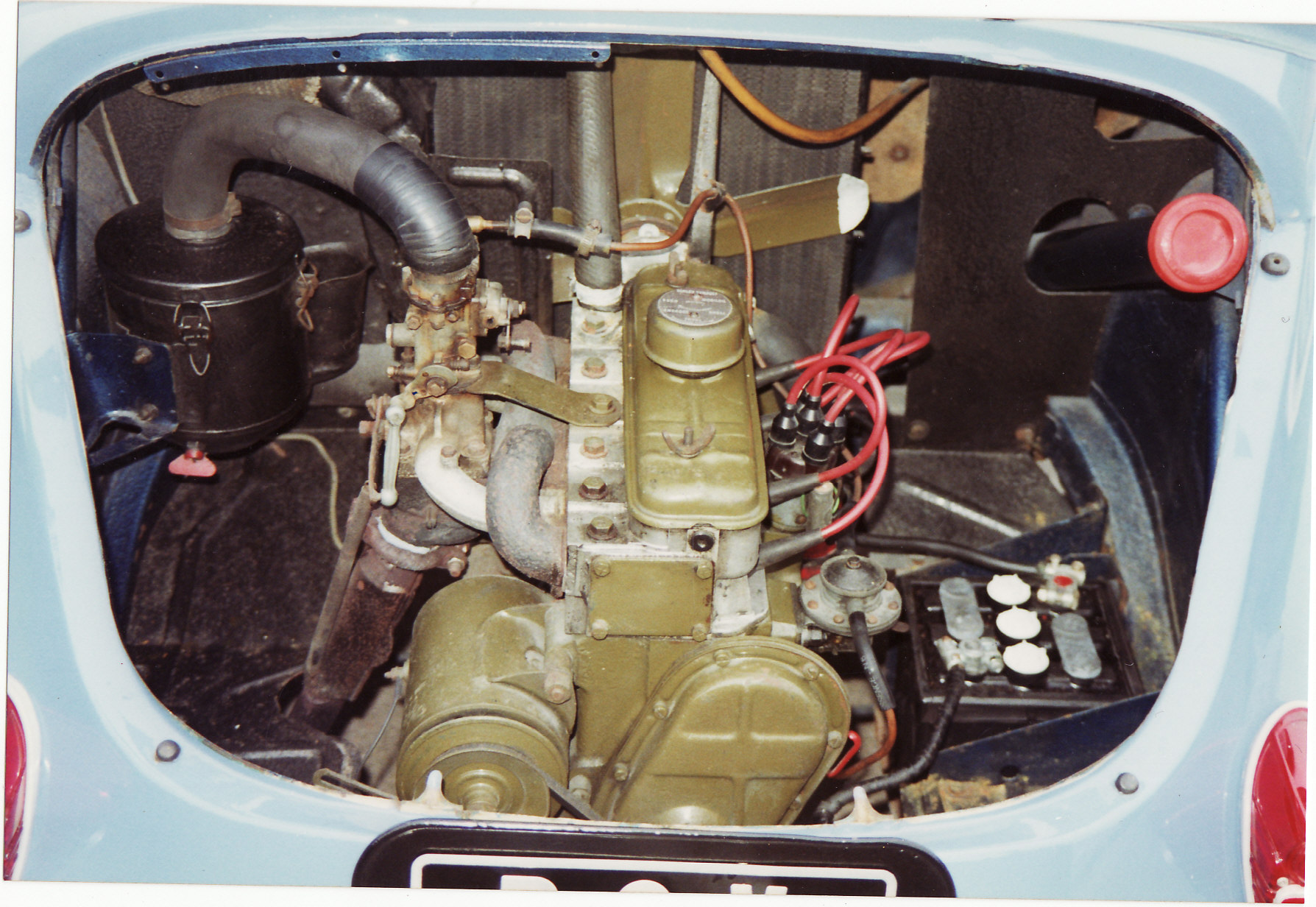
1960年式ルノー・4CVの縦向き後ろ置きエンジン (750 cc)
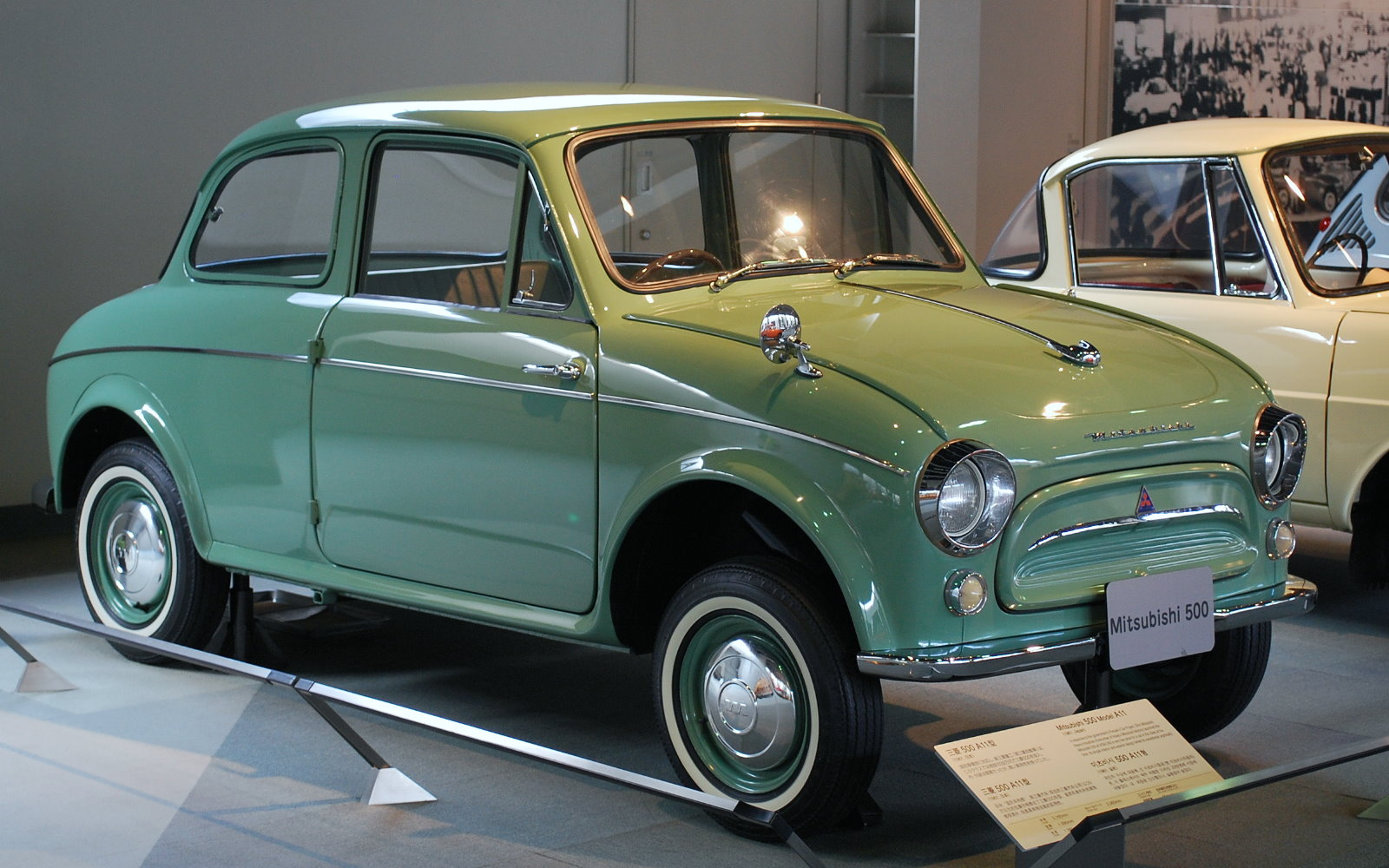
三菱・500
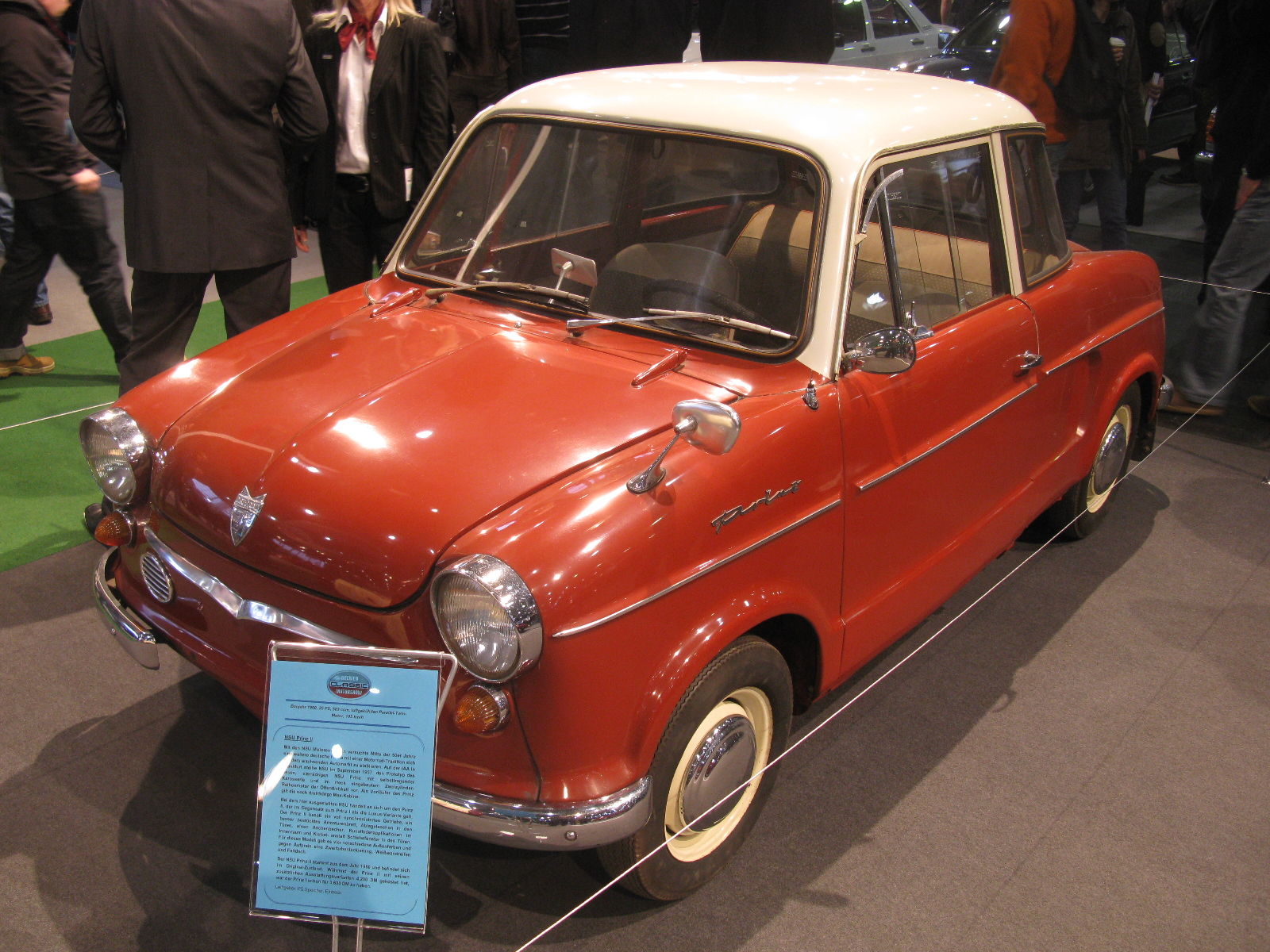
NSU・プリンツ2
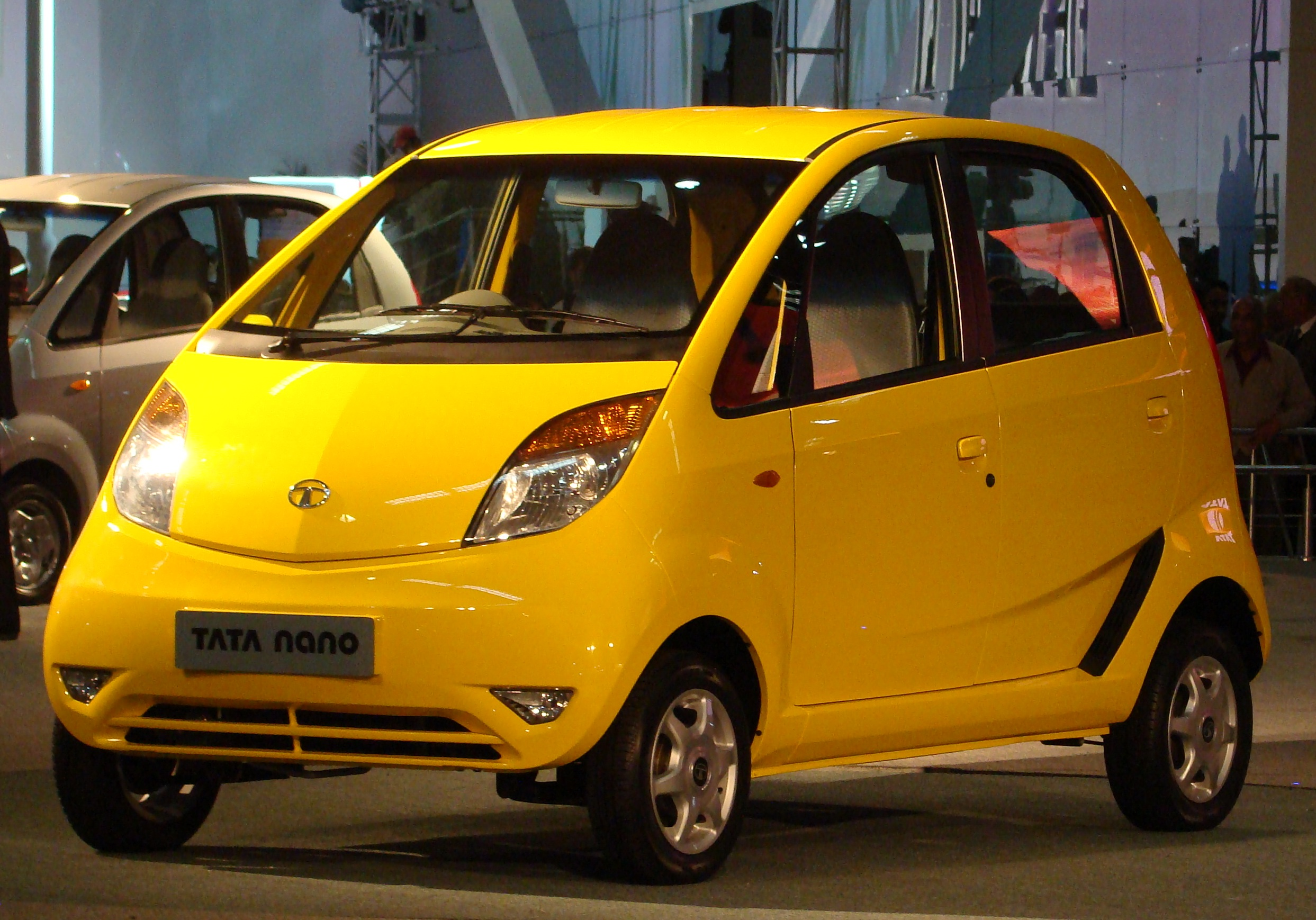
タタ・ナノ
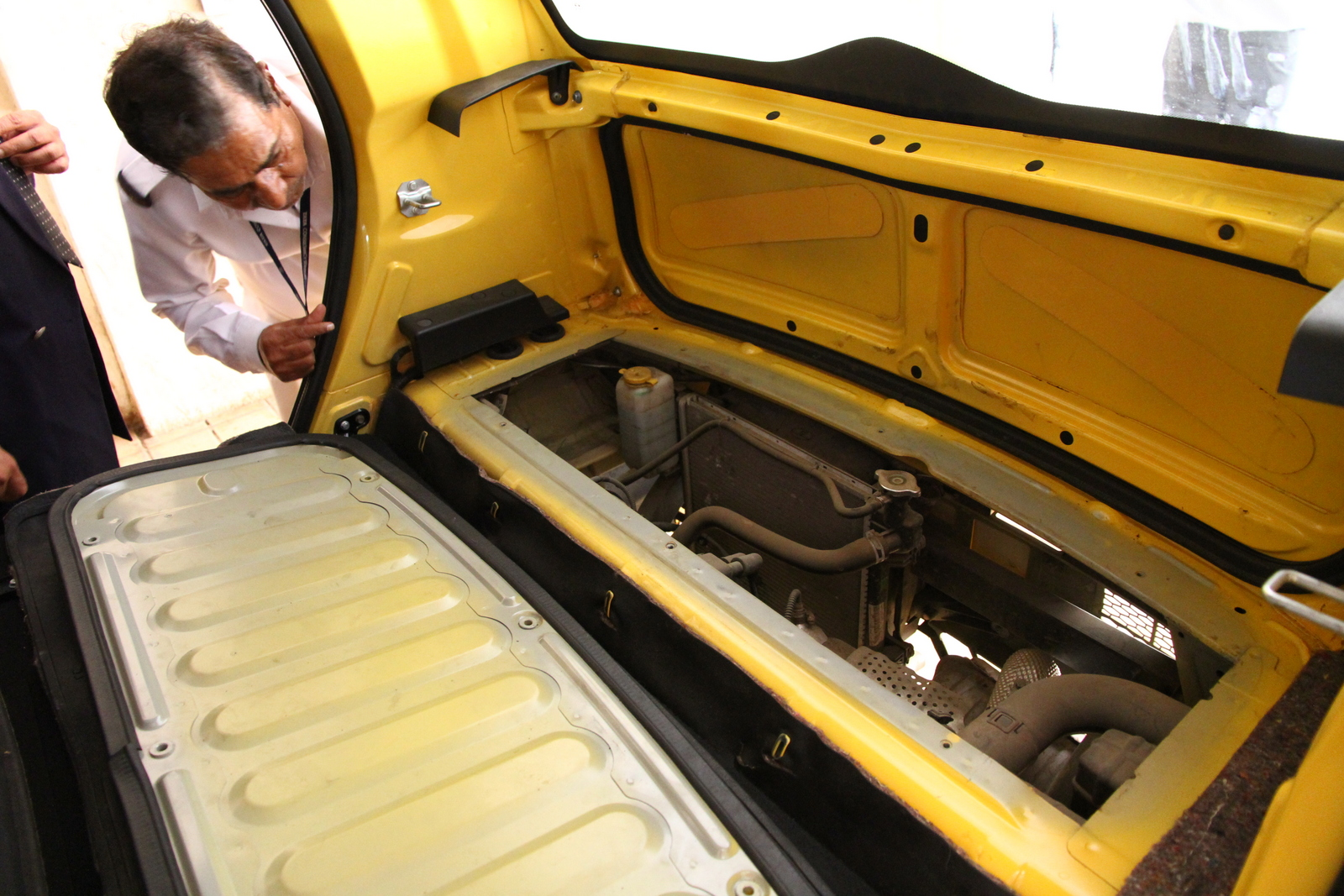
タタ・ナノのエンジンは、コスト削減のために内側からしかアクセスできないトランクに搭載されている
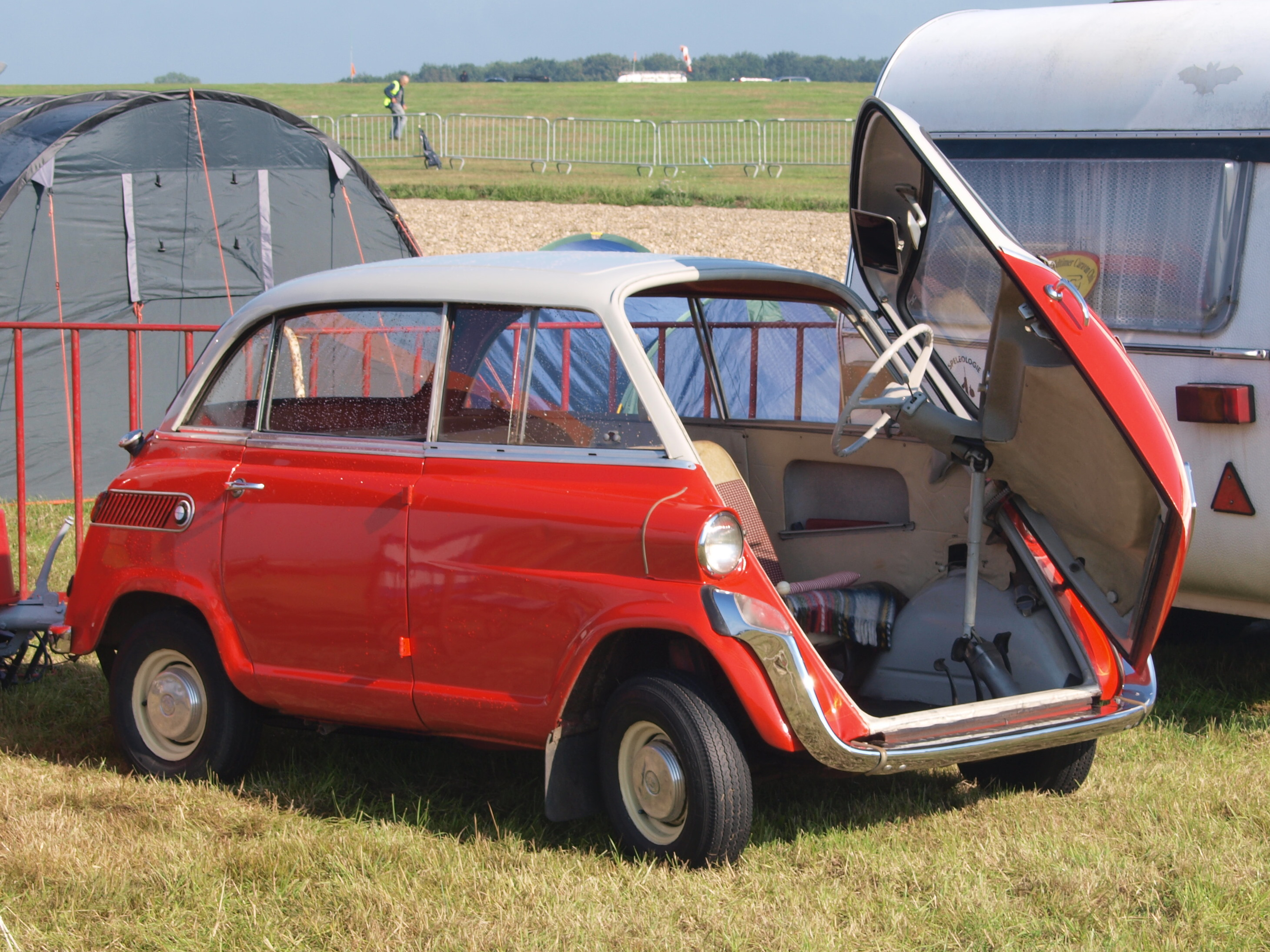
BMW・600
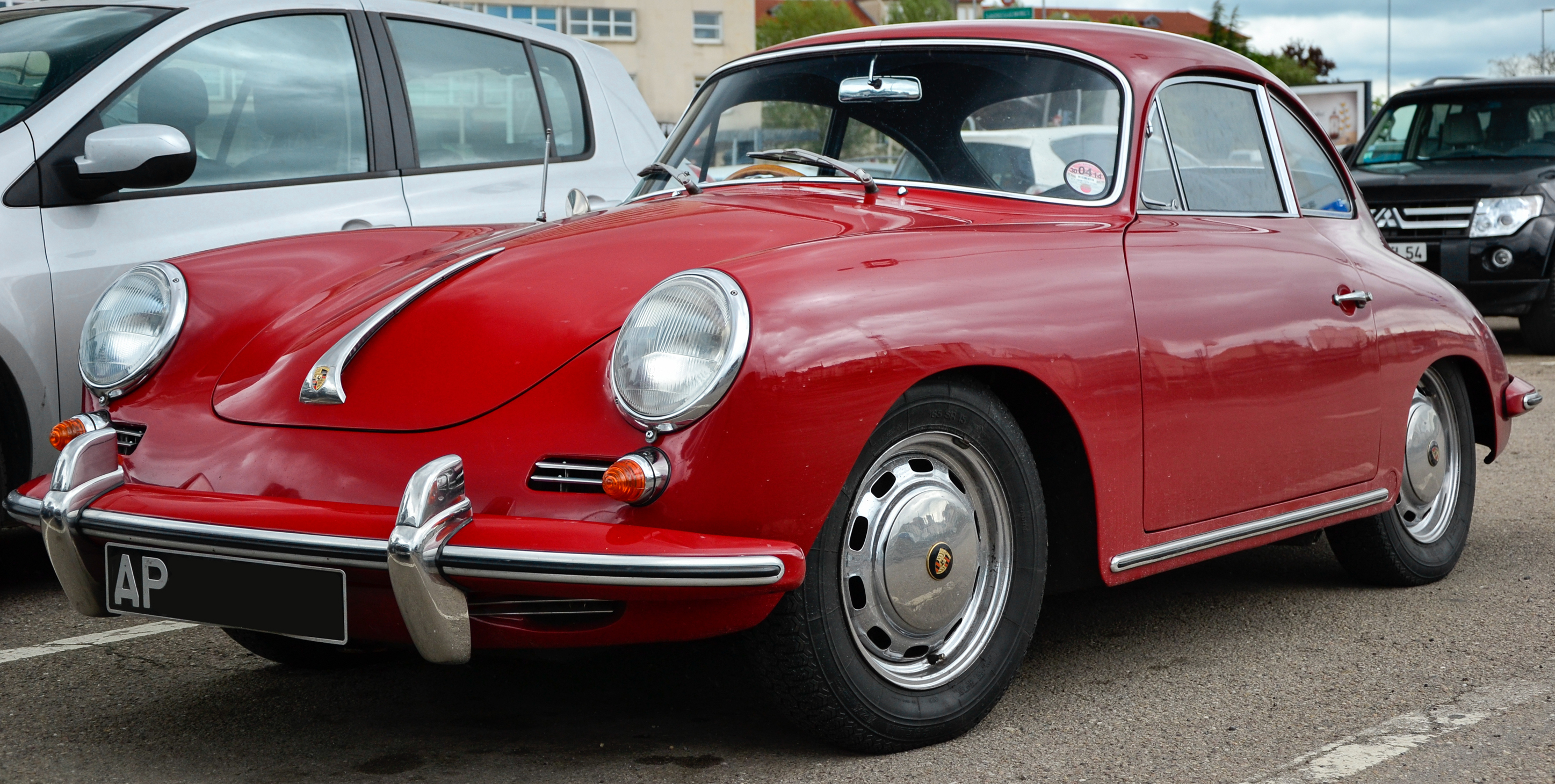
ポルシェ・356
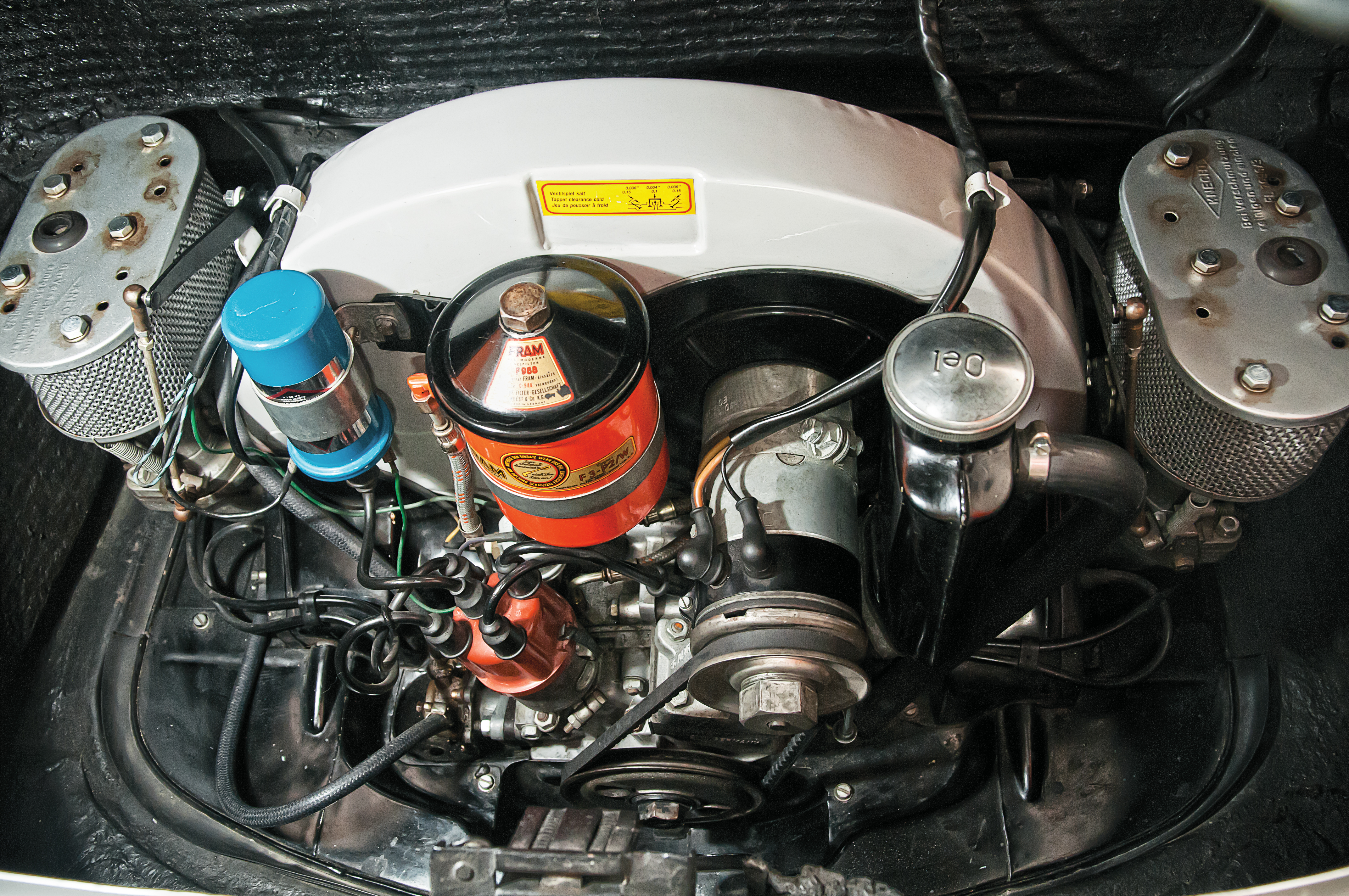
ポルシェ・356のエンジンレイアウトはVWの流れを汲む
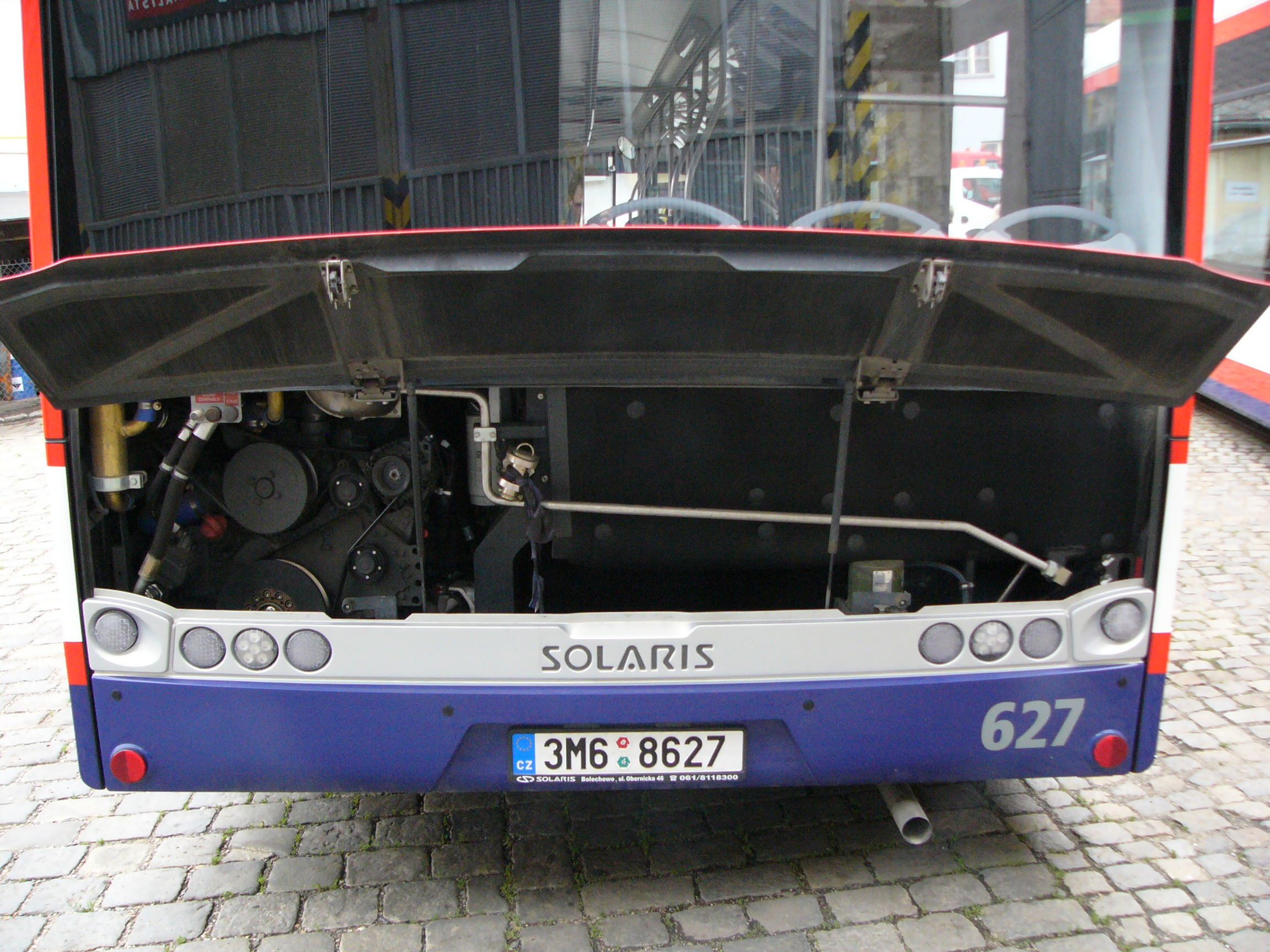
ソラリス・ウルビーノ（英語版）12バスの後ろ置きエンジン
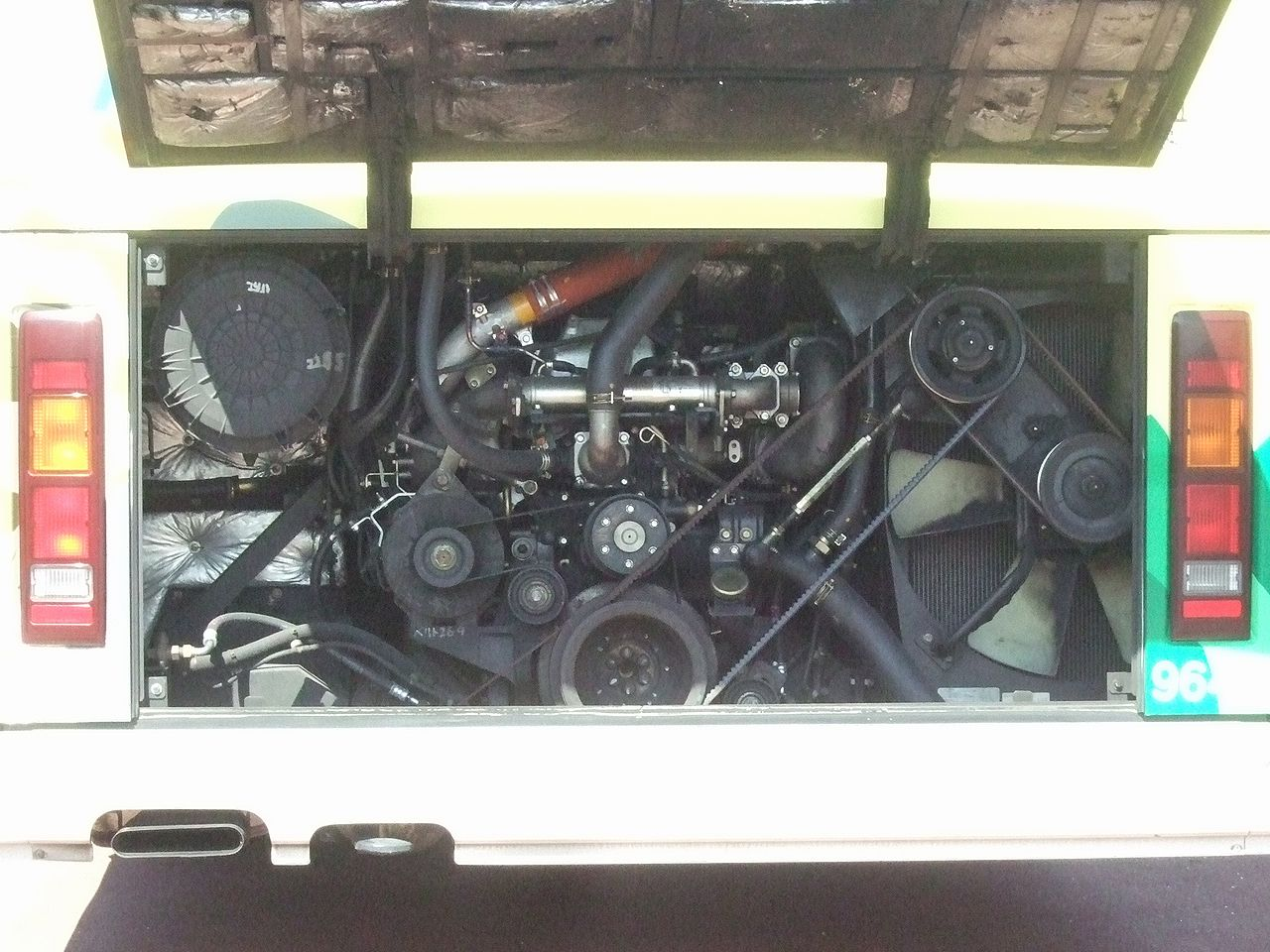
西鉄バスの後ろ置きエンジン
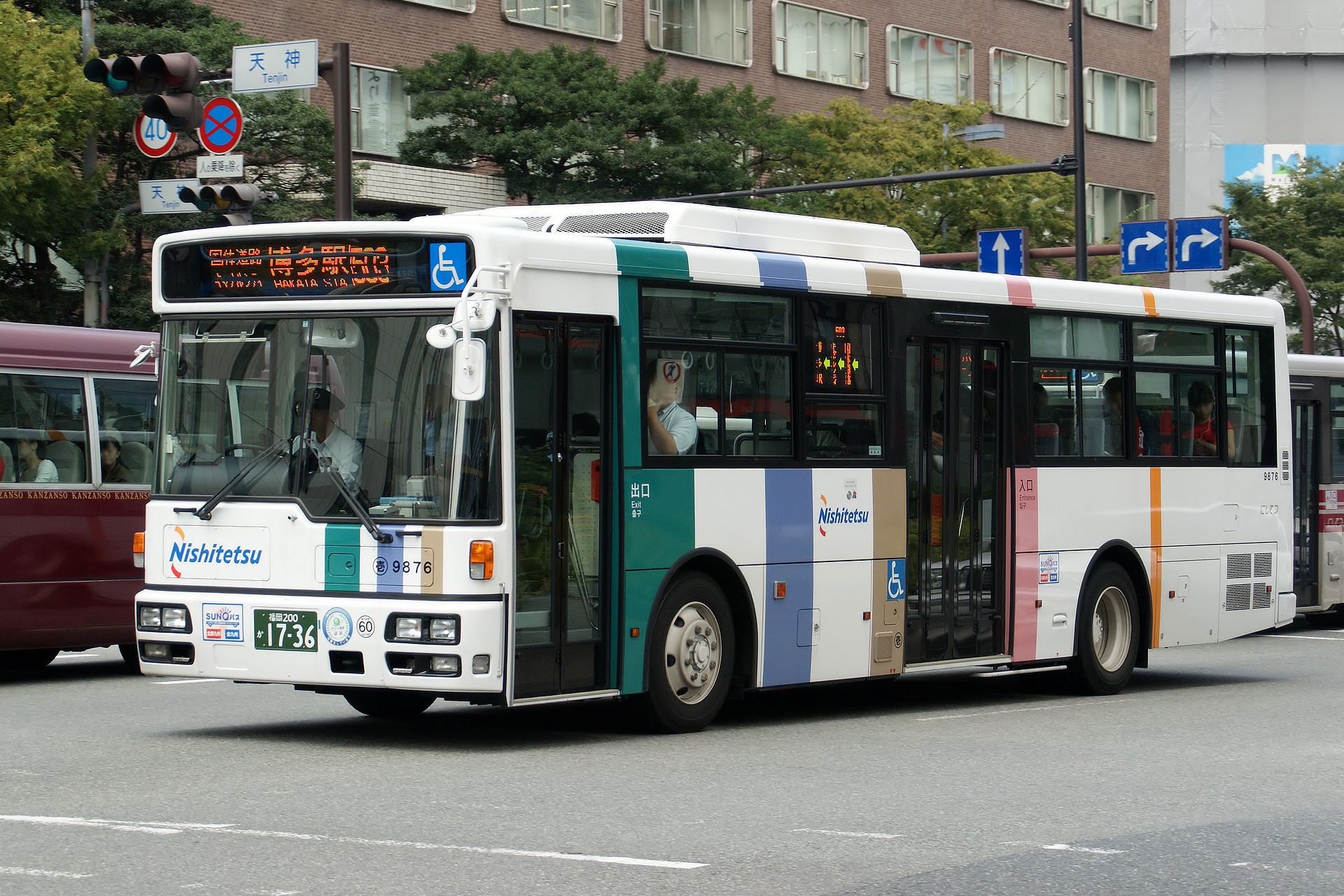
西鉄バス
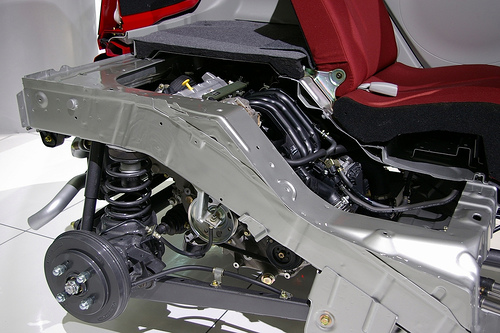
三菱・iのエンジン
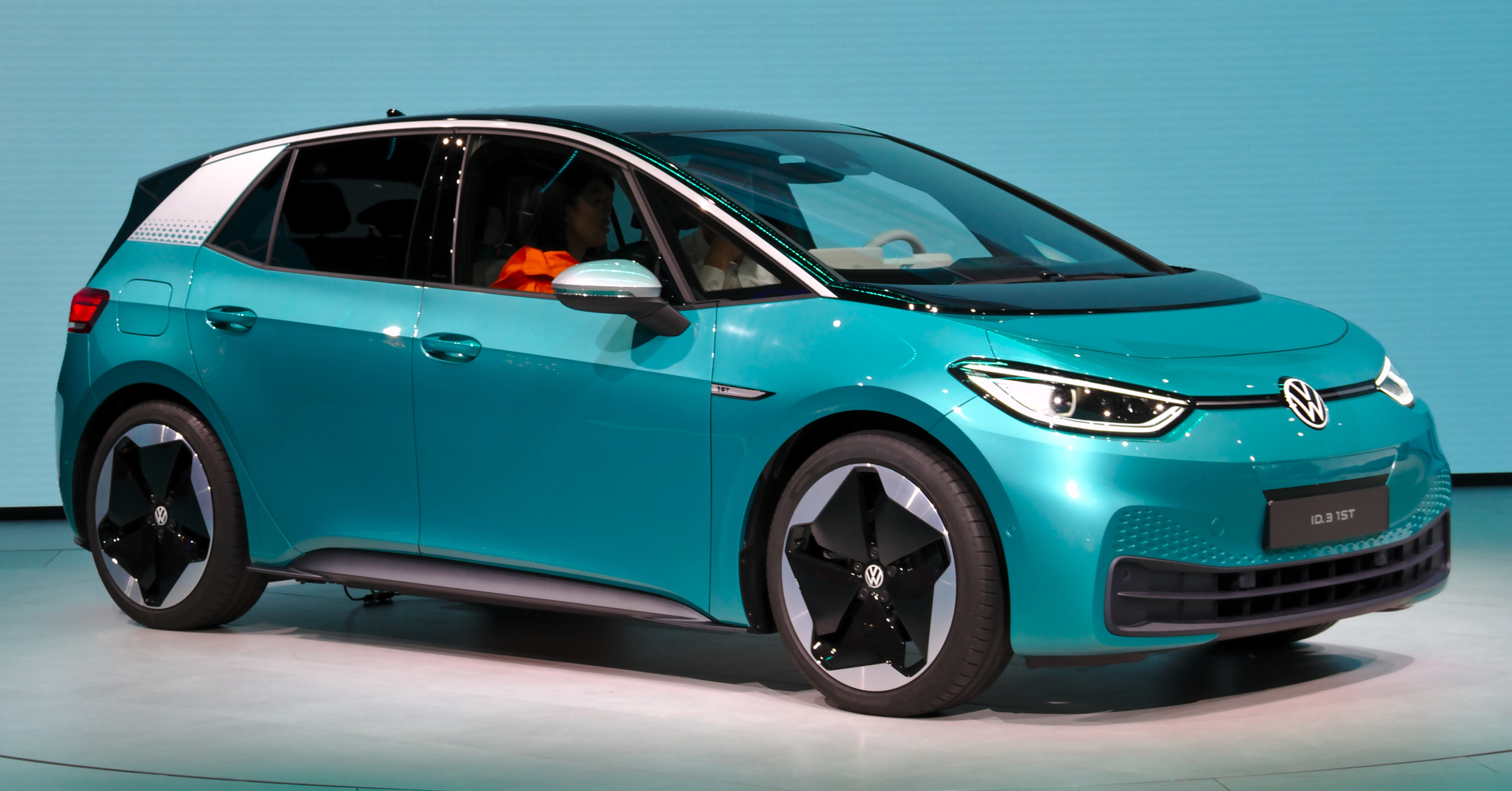
フォルクスワーゲン・ID.3